# Póvoa de Varzim
Póvoa de Varzim (pron. AFI ['pɔvuɐ dɨ vɐɾ'zĩ]ⓘ, pron. local ['pɔβuɐ dɨ bɐɾ'ziŋ], es una ciudad portuguesa del distrito de Oporto, Región estadística del Norte (NUTS II) y comunidad intermunicipal del Gran Área Metropolitana de Oporto (NUTS III). Es el área urbana más al norte en integrar la Gran Área Metropolitana de Oporto (distando 27 kilómetros de esa ciudad).
El municipio posee una superficie de 82,30 km², repartidos entre siete freguesias (parroquias), cuyo total de habitantes se eleva a 64 257 (2021).
Fue mencionada por primera vez como villa portuguesa en 953, perteneciendo al primer condado de Portugal. Recibió una carta foral de Dionisio I en 1308 y, más tarde, otra nueva con Manuel I en 1514. Su mayor desarrollo se debió al hecho de haberse convertido en el principal puerto de pesca del norte del país en el siglo XVIII y a la conexión ferroviaria a Oporto, inaugurada a finales del siglo XIX, que potenció a la ciudad como el mayor centro turístico de la región Norte debido a sus extensos arenales propicios a los baños de mar y, también, porque es una de las pocas zonas donde el juego está autorizado en Portugal. Es también un centro de la industria alimentaria y textil.

## Historia

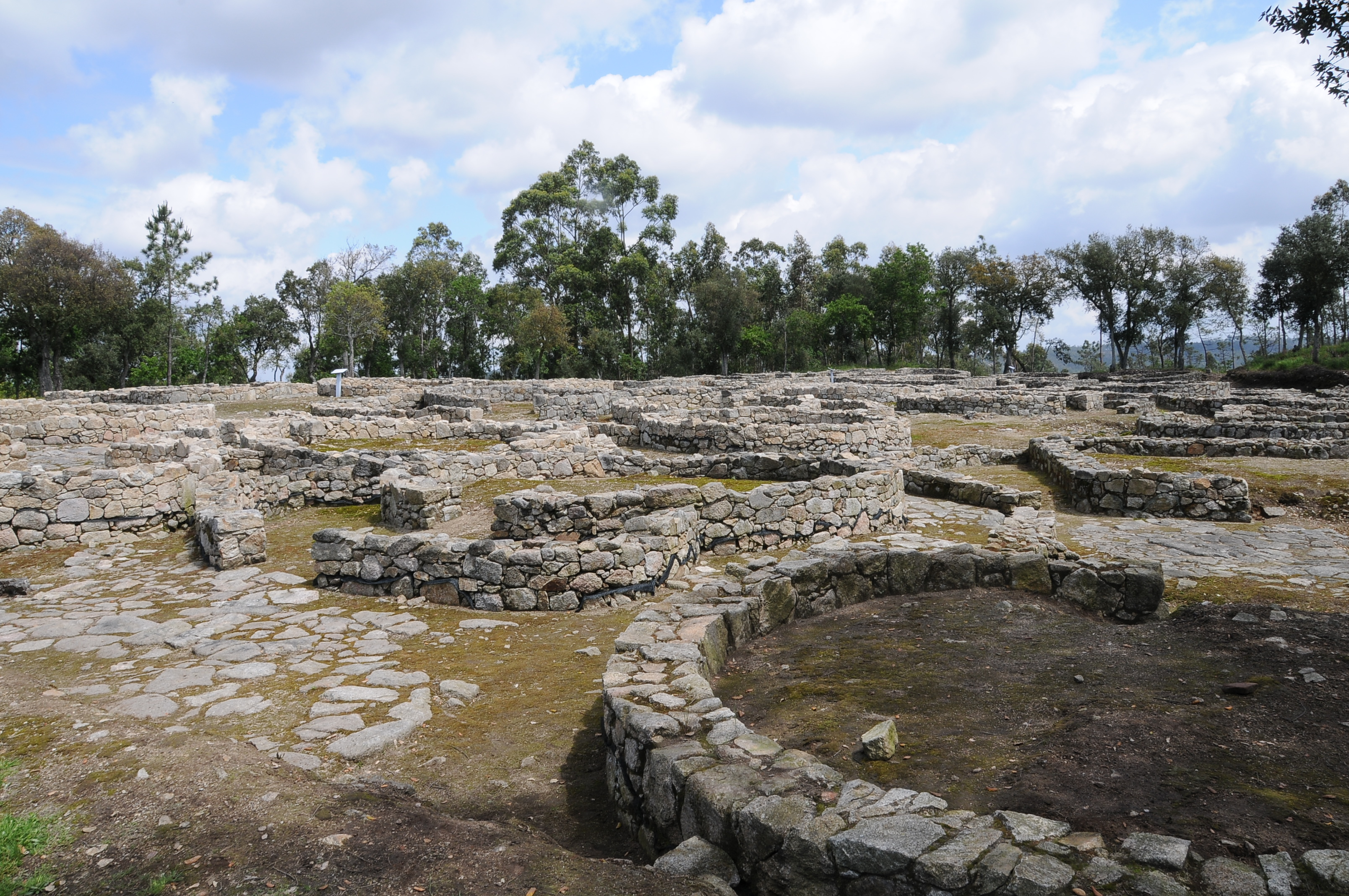
La Cividade de Terroso, el origen de la actual ciudad, fue una de las poblaciones más importantes de la civilización castreña y cuenta con 3000 años de existencia. Su caída fue relatada en la novela "Uma Deusa na Bruma" (Una Diosa en la Bruma) de João Aguiar.

Los primeros grupos de pastores se instalaron en todo el litoral alrededor del IV milenio a. C. y los inicios del II milenio a. C. Los túmulos, en los cuales el hombre depositaba sus muertos, son los monumentos más antiguos encontrados en el municipio.
Los saqueos y pillajes llevados a cabo por tribus rivales comenzaron a ser muy comunes, lo que llevó a que las poblaciones residentes en la llanura litoral de Póvoa de Varzim erigieran un poblado en la cumbre del monte más próximo al mar. De esta forma surgió la Cividade de Terroso, que se fortificó y se desarrolló hasta llegar a ser uno de los principales poblados de la cultura castreña.
La población se dedicaba a la agricultura, pesca, recolección, pastoreo y trabajaban los metales. En su apogeo, la Cividade tendría cerca de 12 hectáreas y en ella habitaban varios centenares de personas. La cividade mantuvo relaciones comerciales con las civilizaciones del Mediterráneo, principalmente durante el dominio cartaginés del sureste de la península ibérica.
Durante las guerras púnicas, los romanos tomaron conocimiento de la riqueza de la región castreña en oro y estaño. Viriato, que lideraba las huestes lusitanas, impedía el crecimiento del Imperio romano hacia el norte del río Duero. Sin embargo, su asesinato en el 138 a. C. abrió camino al norte a las legiones romanas. Entre este año y el 136 a. C., Décimo Junio Bruto, venido del sur del Duero, avanzó por la región castreña, aplastando a los ejércitos castreños y tomando la Cividade de Terroso, que quedó reducida a ruinas y cenizas.
La región es incorporada al Imperio romano y totalmente pacificada durante el dominio de César Augusto. En la llanura litoral, se crea una villa romana, propiedad de una familia romana, los Euracini, que se mezclaron con el pueblo castreño que regresó a la vida en la llanura - así surgió Villa Euracini. La actividad pesquera se desarrolló con la cetariæ, un complejo fabril romano de salazón y transformación de pescado.

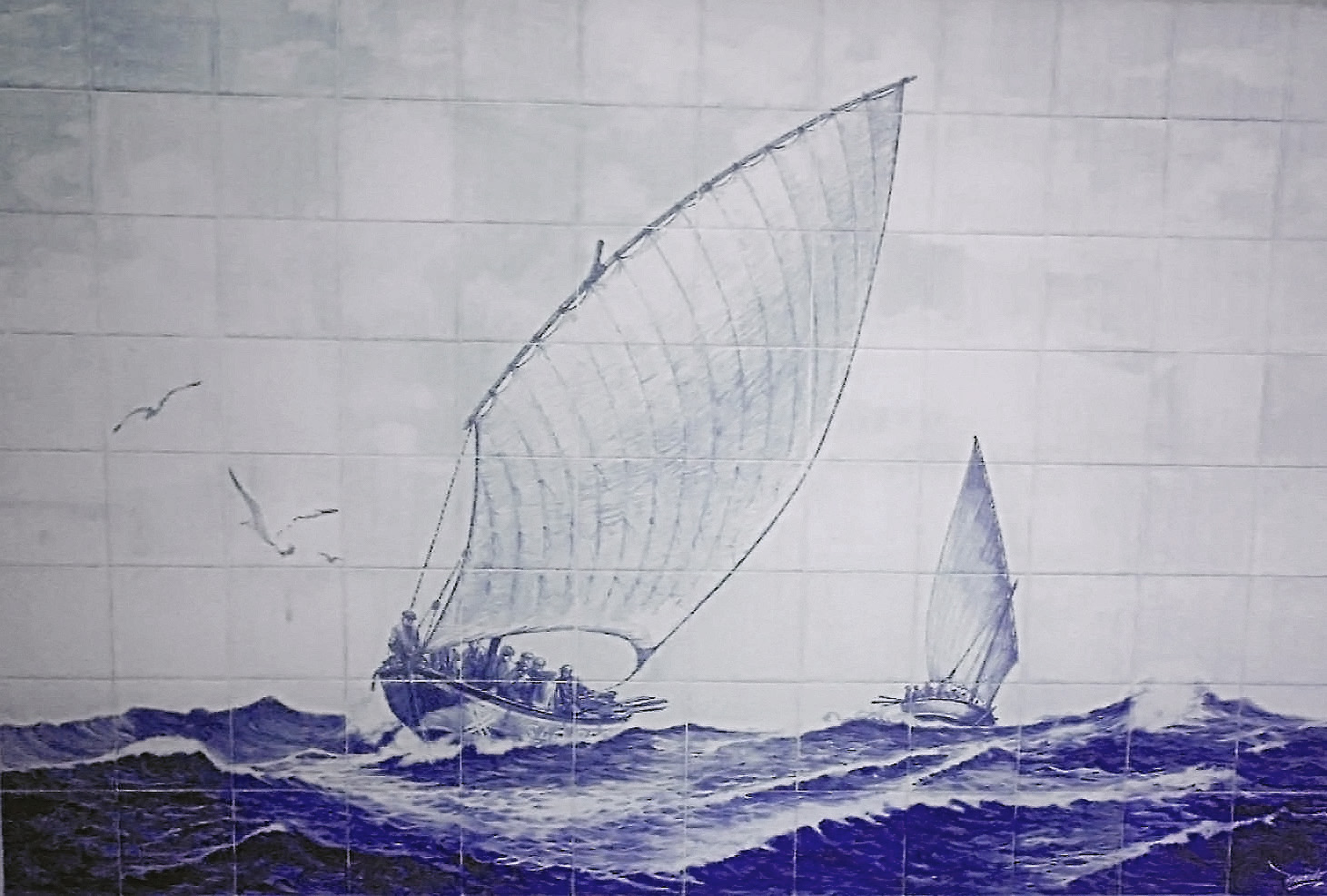
La "Lancha poveira", el barco local, deriva del drakkar vikingo. Hoy en día es el símbolo de la ciudad.

A partir del siglo IX, pescadores vikingos provenientes de la Bretaña acaban creando una colonia pacífica en Póvoa de Varzim. Al siglo siguiente, se dan las invasiones normandas por todo el noroeste peninsular.
El 26 de marzo de 953, Villa Euracini aparece por primera vez documentada como población del Condado Portucalense en el Libro de la Condesa Muniadona Díaz. Durante la Edad Media, el nombre Euracini se modificó a Uracini → Vracini → Veracini → Verazini → Verazim → Varazim.
La riqueza del mar de Varazim atrajo a hidalgos y caballeros. La parte norte pertenecía a la Orden de San Juan de Jerusalén, pasando a llamarse por ello Varazim dos Cavaleiros (Varazim de los Caballeros). La parte sur de Varazim, tierra real (en portugués reguengo), ya tenía una importancia pesquera y agraria considerable, y, a causa de eso, existían algunas confrontaciones por las rentas derivadas de la pesca.
Así, en 1308, el rey Dionisio I pasó una carta de foral, pasando las 54 parejas de Varazim a vivir en tierra de realengo, siempre que antes fundasen una póvoa (puebla). En 1312, Dionisio donó la villa a su hijo bastardo Afonso Sanches, señor de Albuquerque, y éste la incluyó en el patrimonio del convento de Santa Clara, que terminó fundando en Vila do Conde.
El rey Manuel I, en el marco de la reforma de los fueros y abolición del derecho consuetudinario, concedió un nuevo fuero a la Villa da Póvoa de Varzim en 1514, que así ganó una casa consistorial, plaza pública y picota y se involucró en las conquistas y descubrimientos portugueses.
En el siglo XVII, el negocio de la salazón del pescado se desarrolló bastante, lo que llevó a que, un siglo después, Póvoa se transformara en el mayor mercado de pescado del norte del país, aprovisionando incluso a las provincias del interior con un batallón de almocreves (algo así como mercaderes), ganando los poveiros una reputación en la región como el pueblo que más trabajaba y mejor conocía el mar. La comunidad floreció y se enriqueció; llevando a que la reina María I hiciese una provisión real, encargando al Corregidor Almada la reestructuración de la urbanización de la villa que, así, se hizo atractiva lanzando un nuevo potencial, los baños de mar.

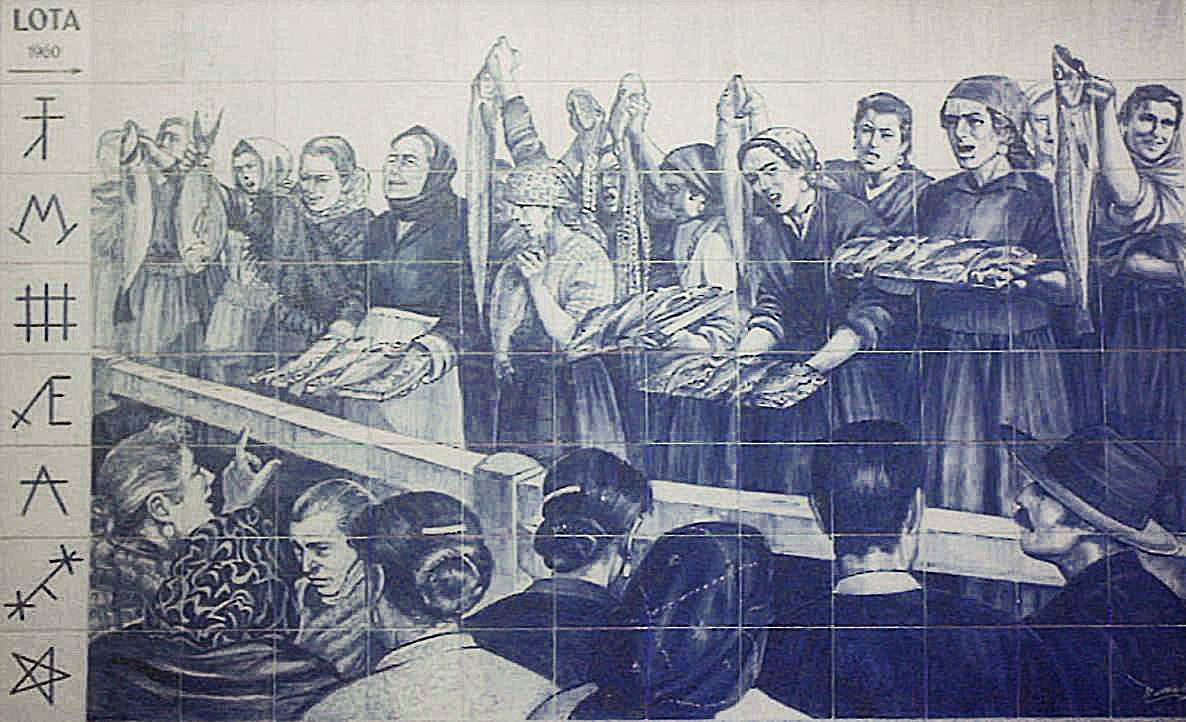
La lonja de Póvoa en 1960 acompañada por "siglas poveiras", símbolos familiares y culturales.

En el siglo XIX, la ciudad se popularizó como un destino de verano para las clases acomodadas de Oporto, debido a sus amplias playas y al desarrollo del ocio y del juego privado.
El 27 de febrero de 1892, se da la mayor de las tragedias que se recuerdan en la comunidad pesquera poveira, muriendo 105 pescadores en medio de un temporal, a pocos metros de la costa.
El desarrollo de las industrias textil, alimentaria y turística, la conexión ferroviaria a Oporto en 1875 y la masificación del turismo de sol y playa entre las décadas de años 1930 y años 1960 llevaron a un gran desarrollo, que culminó con la atribución del estatuto de ciudad a Póvoa de Varzim el 16 de junio de 1973, a través del decreto 310/73. Ese día, la ciudad celebra el "Dia da Cidade" (Día de la Ciudad).
Con el paso del tiempo, sin embargo, la milenaria industria pesquera acabó por perder gran parte de su importancia. Al contrario de otras zonas periurbanas del Gran Oporto, Póvoa de Varzim no se constituyó como una ciudad-dormitorio satélite; se desarrolló y creció independientemente, siendo uno de los centros de la región Norte, se hizo cosmopolita e incluso sirve de centro para las localidades vecinas.

## Geografía
Ocupando una área de 82,30 km², Póvoa de Varzim se localiza entre los ríos Cávado y Ave, o, de una forma más amplia, a medio camino entre los ríos Miño y Duero, en la costa norte de Portugal (también conocida como Costa Verde). Aunque por la reforma administrativa de 1936 haya sido integrada en el Douro Litoral (con el cual comparte tradiciones culturales e históricas), esto es discutible, pues Póvoa, por hallarse en una región de transición (en este caso, entre el Douro Litoral y la vieja provincia del Minho), tiene también características típicamente del Miño, por lo que tal vez sea preferible reconocer a Póvoa como integrada en la región más amplia del Entre-Douro-e-Minho, dada su posición geográfica central en esa región.
El municipio limita al norte con el municipio de Esposende, al nordeste con Barcelos, al este con Vila Nova de Famalicão y al sur con Vila do Conde. A poniente, es bañado por el océano Atlántico.

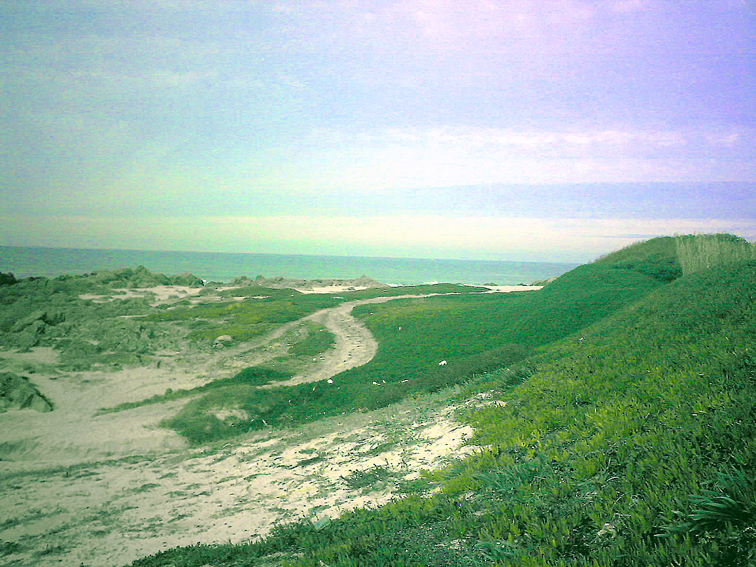
Peñas y dunas cubiertas de vegetación nativa junto al Cabo de Santo André.

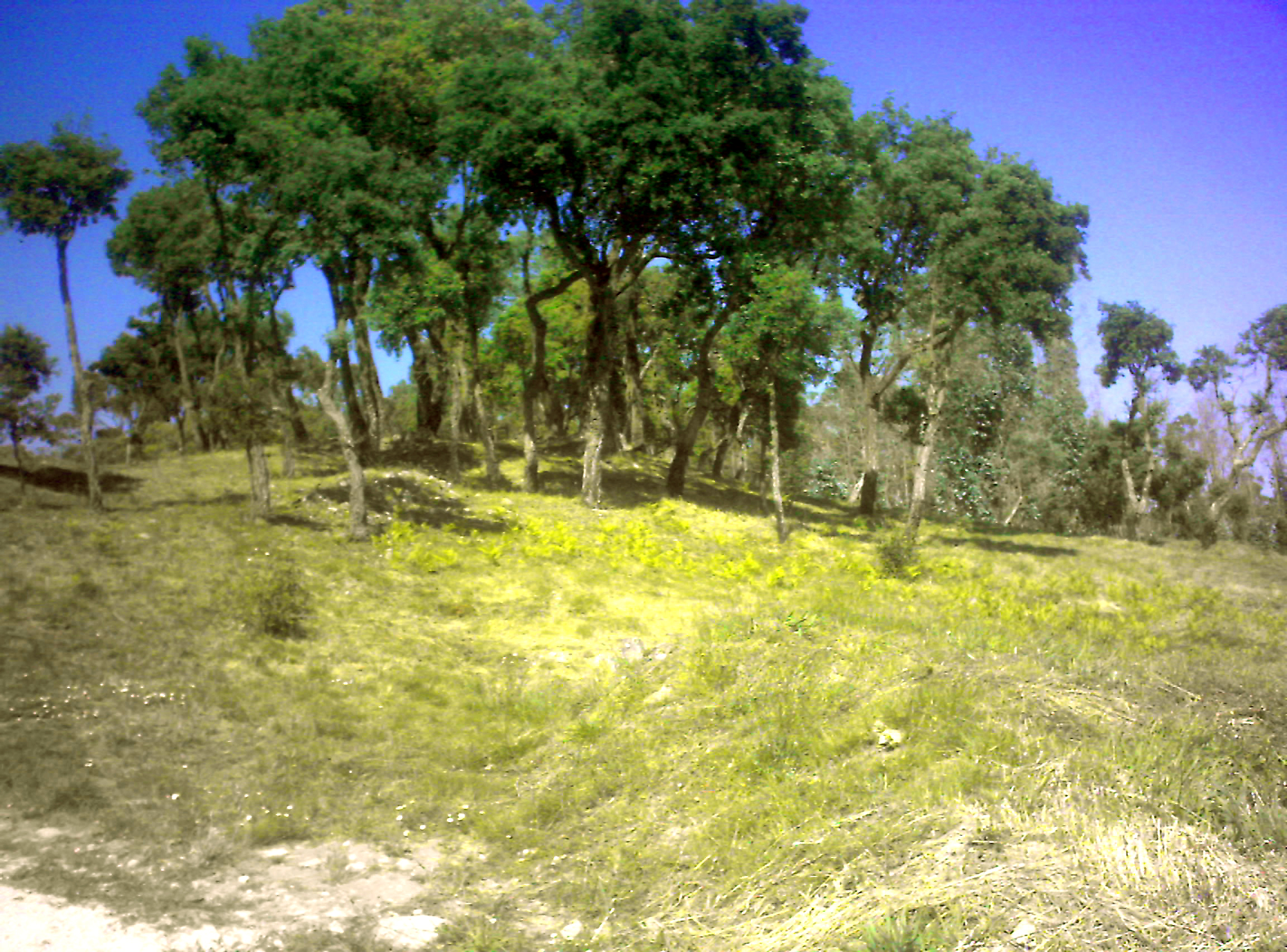
Flora autóctona en el Monte da Cividade.

Las costas rocosas, comunes desde la desembocadura del Miño, desaparecen en Póvoa de Varzim dando lugar a una llanura litoral. La llanura se originó a partir de una antigua plataforma marítima que confiere un suelo arenoso a la tierra varzinense, atravesando los litorales de las freguesias de Póvoa de Varzim, A Ver-o-Mar, Navais hasta Aguçadoura y Estela, formándose dunas, principalmente al norte de Aguçadoura.
En la costa de Póvoa sobresale el cabo de Santo André que es, posiblemente, el Promontorio Avarus descrito por Ptolomeo, geógrafo de Grecia Antigua, en el territorio de los Callaici.
La amplitud altimétrica del municipio es de 190 metros. En el paisaje sobresalen el monte de São Félix (202 metros) y el monte da Cividade (155 m). A pesar de la poca elevación, el predominio de la llanura hace que estas elevaciones sean puntos de referencia evidentes en el horizonte. La cadena montañosa llamada sierra de Rates divide al municipio en dos áreas distintas: la llanura litoral da lugar a los montes; los bosques se vuelven más abundantes y el suelo tiene menor influencia marina. En este paisaje dominado por la llanura y colinas de poca altitud y de pendientes bastante suaves, solo la ladera de la Corga da Soalheira (150 m), en la parte interior, adquiere alguna relevancia.
Aprisionada entre el mar y la sierra, la ciudad domina la llanura litoral. Por el sur, existe una continuidad urbana con Vila do Conde, otra ciudad y municipio, estableciéndose como el límite sur.
La hidrografía del municipio es muy poco expresiva en términos de grandes caudales, pero comprende numerosos pequeños cursos de agua debido al relieve de la llanura litoral.
Algunos de estos cursos de agua son permanentes, siendo el mayor el río Este, un afluente del río Ave. El río do Esteiro nace en la base del monte da Cividade y desagua en la playa de Aver-o-Mar y el río Alto nace en la falda del monte de São Félix para desembocar en la playa del Río Alto. La tierra está bien irrigada, siendo muy común la aparición de fuentes y pozos, dado que, muchas veces, la capa freática está próxima a la superficie.

### Clima
La región posee un microclima propio, siendo privilegiada en ese aspecto, dado que se considera la región menos sujeta a heladas de todo el norte de Portugal debido a los vientos de invierno que, normalmente, soplan del sur y suroeste.
Los vientos del norte soplan, normalmente, en el verano después del mediodía y se denominan Nortadas, y como las nieblas típicas de esta estación, acaban refrescando el aire y son característicos de Póvoa en un clima que se clasifica como marítimo templado. El municipio posee veranos e inviernos suaves, con temperaturas medias que oscilan entre los 12,5 y los 15 grados centígrados. La temperatura media anual es de 13,8 °C, con una amplitud térmica anual de 8,5 °C. La precipitación varía entre los 1200 y los 1400 mm anuales.

### Ambiente

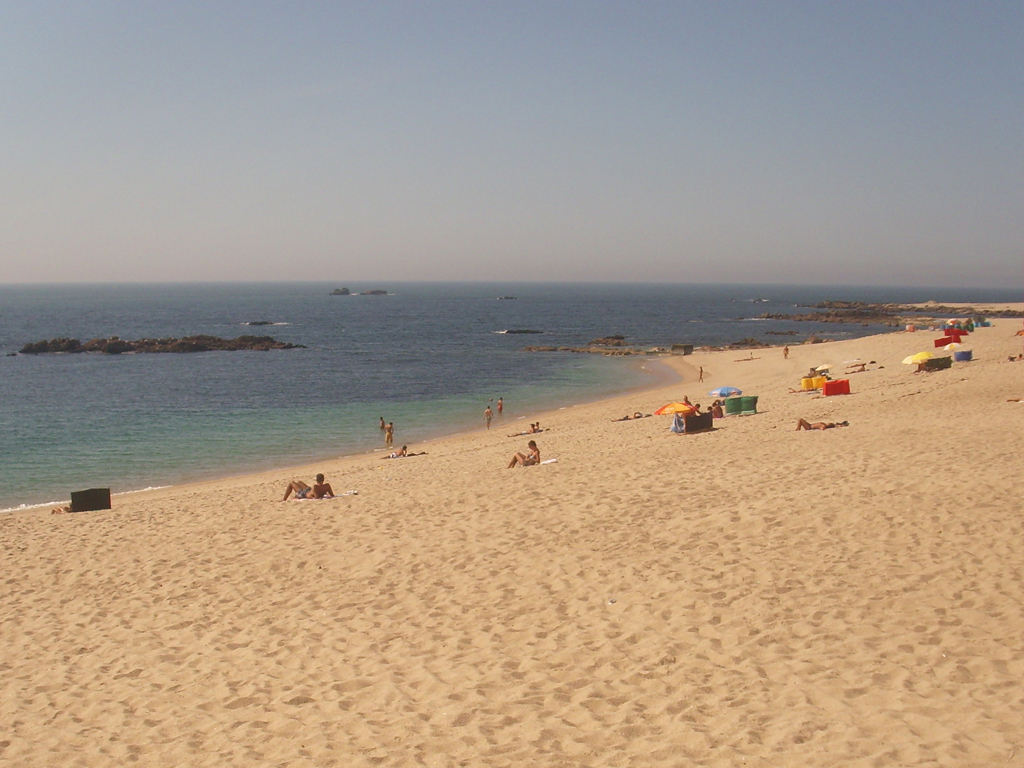
Playa de Póvoa de Varzim.

Las manchas forestales sufren de una fuerte presión demográfica y de la agricultura intensiva. La cobertura forestal es aún relevante en las parroquias circundantes a la sierra de Rates, cuya flora se distingue por sus robles y acebos. En el siglo XVIII, los monjes del monasterio de Tibães procedieron al cultivo de pinares, que hoy caracterizan la freguesia de Estela. En el pasado predominaba el bosque atlántico, con árboles de medio y gran porte, tales como robles, fresnos, avellanos, madroños, encinas y alisos.
Las peñas a lo largo de toda la costa, que dividen los extensos arenales, son verdaderos viveros de moluscos, peces y algas. Las peñas y las dunas son ecosistemas que poseen una importante riqueza ecológica, pero que últimamente están siendo amenazados por veraneantes, actividades deportivas en las dunas y construcciones costeras.
Parte de la arena de la orilla de Póvoa y del arenal en que asienta la freguesia de Aguçadoura ha sido extraída para la construcción civil. Este comportamiento ha causado problemas ecológicos, en especial en Aguçadoura, cuyas masseiras dependen de la arena, pero que ha sido vendida por los propios agricultores que buscan el lucro fácil, que las han sustituido por invernaderos.
Póvoa de Varzim y otros municipios del Grande Porto tienen un plan estratégico ambiental para el Grande Porto —el "Futuro Sustentável"— en el que se pretende tomar conocimiento de los problemas, crear soluciones y nuevos proyectos ambientales para el Grande Porto, que vayan parejos a los deseos de sus ciudadanos.

### Área urbana

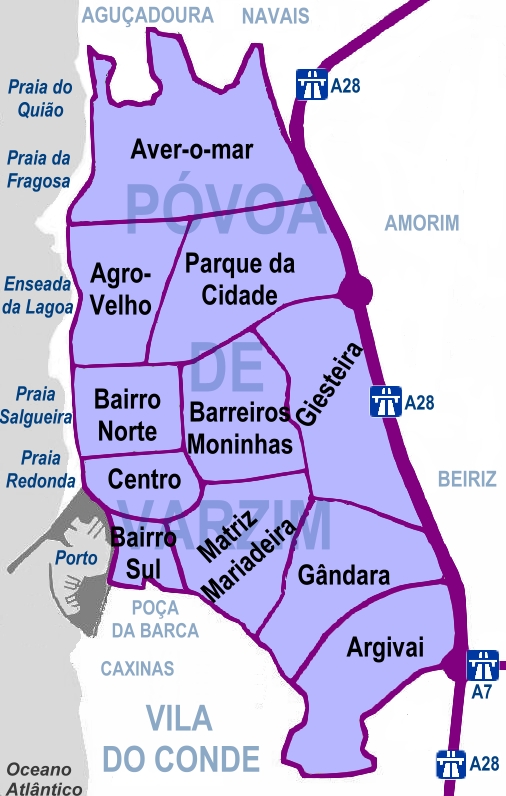
La ciudad de Póvoa de Varzim se extiende por un área total de 12,8 km² y está dividida en 11 barrios.

La ciudad de Póvoa de Varzim está constituida por once Partes o Bairros (barrios), que son áreas significativas de la ciudad y de diferenciación esencialmente popular y topológica. Algunas partes están formadas por más de un barrio, tales como la Parte Matriz/Mariadeira formada por la Matriz, Mariadeira, Regufe, Penalves y Coelheiro o la Parte Barreiros/Moninhas formada por Barreiros y Moninhas.
La ciudad comenzó siendo una villa interior que se fue extendiendo hacia la costa. El Bairro da Matriz era un poblado significativo en el siglo XIV, cuyo núcleo fue el centro por donde la ciudad creció y corresponde a la zona histórica de la ciudad, estando el barrio compuesto por caseríos antiguos y de carácter unifamiliar.
El Bairro Sul se constituyó a partir de la población de pescadores oriundos del Bairro da Matriz, y su estructura de calles paralelas a la costa con las casas de pescadores – "colmena de los pescadores" - ya se encontraba razonablemente desarrollada en el siglo XVIII.
El Bairro Norte se desarrolló a comienzos del siglo XX con calles paralelas al mar, tal como el Bairro Sul. Dado que se convirtió en una zona turística destacada, este barrio pasó a ser el más urbanizado, el más poblado y con edificios bastante altos. Este barrio ha provocado el desarrollo de áreas vecinas, sobre todo Agro-Velho, Barreiros y Parque da Cidade.
La Mariadeira, Regufe, Penalves y Gândara son lugares antiguos y aún poco desarrollados, poseyendo cada uno diferentes topologías y de carácter casi exclusivamente residencial, con pequeños aglomerados de casas. La actual zona Centro tiene un carácter opuesto a las anteriores, especialmente la Junqueira, que se convirtió en un barrio comercial.
El Bairro de Belém (Giesteira), que mantiene su aspecto rural en el interior de la ciudad, se originó a partir de la antigua aldea de la Giesteira, que con Argivai constituía antiguamente el núcleo principal del poblado de antes del siglo XIV, cuyos labradores ayudaron en la instalación de la "póvoa" más al litoral.
En otra época influida por el Bairro Sul, Aver-o-Mar ganó un carácter distinto debido a la mezcla de las actividades agricultora y pesquera, formando una comunidad propia de pescadores-labradores. A excepción de Santo André que, en la zona norte, mantiene una identidad pesquera propia y se diferencia por sus viviendas unifamiliares, que crecieron de forma espontánea siguiendo una estructura ortogonal. Las áreas restantes fueron urbanizadas como continuación del proceso de urbanización del Bairro Norte.
Los barrios de la ciudad están distribuidos por tres freguesias: freguesia sede de Póvoa de Varzim, Argivai y Aver-o-Mar. Algunos barrios ocupan pequeñas porciones de las freguesias de Amorim y Beiriz. Las freguesias de Argivai y Aver-o-Mar fueron incluidas en la ciudad durante la discusión del Plano de Urbanização da Póvoa de Varzim (PU) debido a que forman una continuidad urbana con la ciudad.
Los barrios cobran mayor importancia para la población durante las "rusgas" (competiciones entre los distintos barrios), en las cuales los seis barrios tradicionales (Bairro de Belém, Bairro da Mariadeira, Bairro da Matriz, Bairro Norte, Bairro de Regufe y Bairro Sul) compiten entre sí en la noche de San Pedro, como parte de las fiestas de la ciudad.

### Área rural

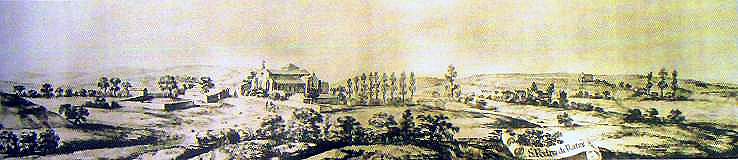
São Pedro de Rates en 1669 por Pier Maria Baldi, dibujado cuando acompañaba al Príncipe Cosme de Médicis (futuro Cosme III, Gran Duque de la Toscana) en su peregrinación a Santiago de Compostela.

El área rural de Póvoa de Varzim hasta 2013 estaba compuesta por las freguesias de Aguçadoura, Amorim, Balazar, Beiriz, Estela, Laúndos, Navais, Rates y Terroso. En estas freguesias rurales, más allá de las poblaciones principales, existen pequeñas aldeas, en especial: Além, Fontaínhas, Gandra, Gestrins, Gresufes, Sejães y Têso.
Las antiguas freguesias de Beiriz y Amorim son áreas de transición entre el ambiente urbano y rural ya que son contiguas a la ciudad. Beiriz es célebre por sus tapices de Beiriz y Amorim es popular en el municipio por su pan caliente típico, que se come recién hecho.
En los extensos arenales del norte del municipio se encuentran las freguesias de Aguçadoura, Estela y Navais. Las dos primeras tienen aspectos comunes, como la agricultura en la playa, las masseiras.
Aguçadoura poseía una tierra muy fértil y productiva, abastecedora de productos hortícolas. Estela es una de las zonas más dinámicas a nivel turístico del municipio, en especial, en el lugar del Río Alto.
En Navais es muy conocida la "Fonte da Moura Encantada" (o Fonte do Crasto) situada al este de la Nacional 13, cuya agua, en otras épocas, se usaba para celebrar[misas. El pueblo le atribuía leyendas y virtudes mágicas, desde la aparición de una junta de bueyes de oro hasta brujas que se peinaban allí durante la noche.
Rates es una pequeña villa histórica que se desarrolló alrededor del monasterio fundado por el Conde Don Henrique en 1100, construido encima de un templo más antiguo. Ganó importancia debido a la leyenda de San Pedro de Rates, primer obispo de Braga, volviéndose un local central en el Camino Portugués de Santiago de Compostela. En el siglo XVI, el monasterio se desorganizó y se crea una Encomienda de la Orden de Cristo. Su primer Comendador fue el Caballero Hidalgo Tomé de Sousa, que Juan III hizo Gobernador de Brasil.
En las freguesias de Laúndos y Terroso se encuentran los montes de Póvoa: el monte de São Félix y el monte da Cividade. En la Edad Media, San Félix (el ermitaño) vivió y meditó en el primer monte; en el segundo se encuentra una de las principales ciudades de la cultura castreña, la Cividade de Terroso.
La freguesias de Balazar ganó importancia religiosa en el siglo XX, cuando se hizo famosa por todo el país debido a los milagros de Alexandrina Maria da Costa, fallecida en 1955, la cual ganó fama de santa (incluso fue beatificada por el papa).

### Administración municipal
El municipio de Póvoa de Varzim está administrado por una ayuntamiento compuesto por nueve concejales. Existe una asamblea municipal, que es el órgano legislativo del municipio, constituida por 39 diputados, doce de los cuales son presidentes de las Juntas de freguesia.
Después de las elecciones autárquicas de 2005, seis concejales son del Partido Social Demócrata y los restantes tres del Partido Socialista. El presidente de la Cámara de Póvoa de Varzim es Aires Pereira, del PSD, que fue elegido para el cargo con un 54,21% de los votos. La mayoría de los escaños de la asamblea municipal y de las juntas de freguesias están también dominadas por el PSD.
Desde las primeras elecciones libres tras el fin del periodo del Estado Novo, solo partidos derechistas dominan el municipio. La cámara fue gobernada por el CDS entre 1976 y 1989, y desde entonces hasta la actualidad por el PSD. El CDS vio decrecer bruscamente su popularidad en 1997, pasando desde entonces a ser la tercera fuerza política. Por el contrario, el PSD conoció ese mismo año su primera mayoría absoluta, con un 62,4% de los votos.
Además de estar incluida en el área metropolitana de Oporto, Póvoa de Varzim también forma parte de la Asociación de Municipios del Valle del Ave. En el contexto europeo, Póvoa de Varzim está hermanada desde 1986 con la ciudad francesa de Montgeron, con la cual tiene una relación muy próxima, y tiene acuerdos de amistad con Eschborn en Alemania (desde 2000) y Żabbar en Malta (desde 2001).

### Organización territorial
Póvoa de Varzim está dividida en siete freguesias. Estas están agrupadas en dos áreas: freguesias urbanas (ciudad) y freguesias rurales.
Entre 1308 y 1836, el municipio estaba constituido por una sola freguesia, la sede, cuyo territorio fue siendo ampliado hasta abarcar todo el término medieval. El lugar de Aver-o-Mar (de la parroquia de Amorim) fue anexionado a un lugar al norte de Póvoa en el siglo XVII, por órdenes reales, debido a una población local creciente y relacionada constituida por pescadores-labradores.
Con la reforma administrativa del territorio en 1836, Póvoa pasó a controlar definitivamente el lugar, anexionó el municipio de Rates, recuperó las tierras de Argivai, y adquirió Balazar, Estela, Laundos, Navais, Terroso, Outeiro Maior, Parada, Rio Mau y Santagões. En 1853, intercambió las cuatro últimas por Amorim y Beiriz con la vecina Vila do Conde. Las freguesias de Aver-o-Mar y Aguçadoura fueron creadas a comienzos del siglo XX mediante el desmembramiento de Amorim y Navais, respectivamente.

Mapa con las siete freguesias de Póvoa de Varzim.

Desde 2013, el municipio de  Póvoa de Varzim está formado por siete freguesias:
- Aguçadoura e Navais
- Aver-o-Mar, Amorim e Terroso
- Balazar
- Estela
- Laundos
- Póvoa de Varzim, Beiriz e Argivai
- Rates

### Heráldica
No se conoce el origen del blasón de Póvoa de Varzim, pero ciertamente tiene un carácter y simbología popular. El blasón está compuesto por un sol de oro y una luna creciente de plata, que representan elementos siempre presentes en la vida de los pescadores; en el centro una cruz de oro, en cuya base está un ancla de plata, que representa la seguridad en el mar. Encima de la cruz, un anillo, del cual cae un rosario de oro que se entrelaza en los brazos del ancla, representando la fe de los poveiros y la protección divina. El escudo está encabezado por una corona mural compuesta por cinco torres de plata, en señal de su estatuto de ciudad.
El listón tiene la peculiaridad única de tener las letras doradas y ribeteadas en negro sobre fondo blanco (en la gran mayoría de los blasones se presentan siempre de color negro). Hasta su elevación a ciudad, el propio listón era incluso menos común, ya que estaba coloreado de azul, tal como el escudo. La bandera es, desde 1973 (fecha de la elevación a ciudad), partida de blanco y azul, y tomando como partición la gironada, típica de los municipios elevados a ciudad. Antes de 1973, era de fondo blanco plano.
Sin embargo, entre 1939 y 1958, se usó un blasón y una bandera que suscitaron gran polémica entre los poveiros; aunque mantuviera el Sol y la Luna, el escudo pasaba a ser de oro, cubierto por una red roja, y sobre ésta figuraba el mar, por el cual navegaba una lancha negra, con retoques dorados y velas de plata; el listón era azul con letras negras (creando un contraste visual muy fuerte, aunque heráldicamente correcto) y la bandera plana de rojo; la población no aceptó la alteración de su blasón y, diecinueve años más tarde, sería restaurado el antiguo blasón de Póvoa.

## Economía

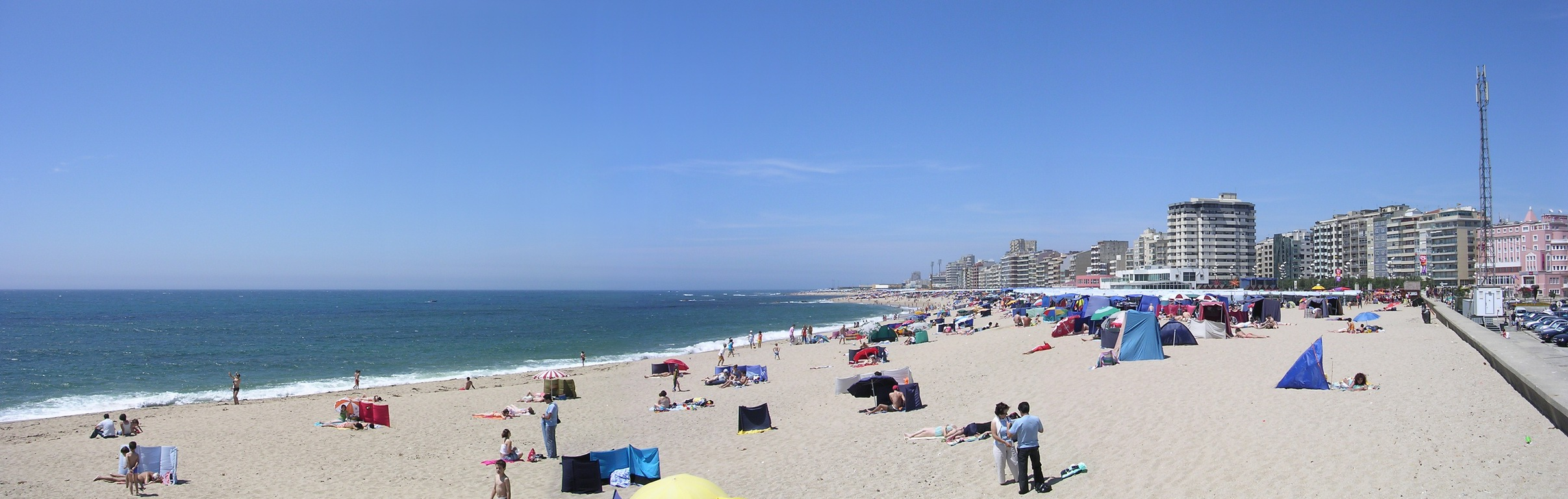
Praia Redonda.

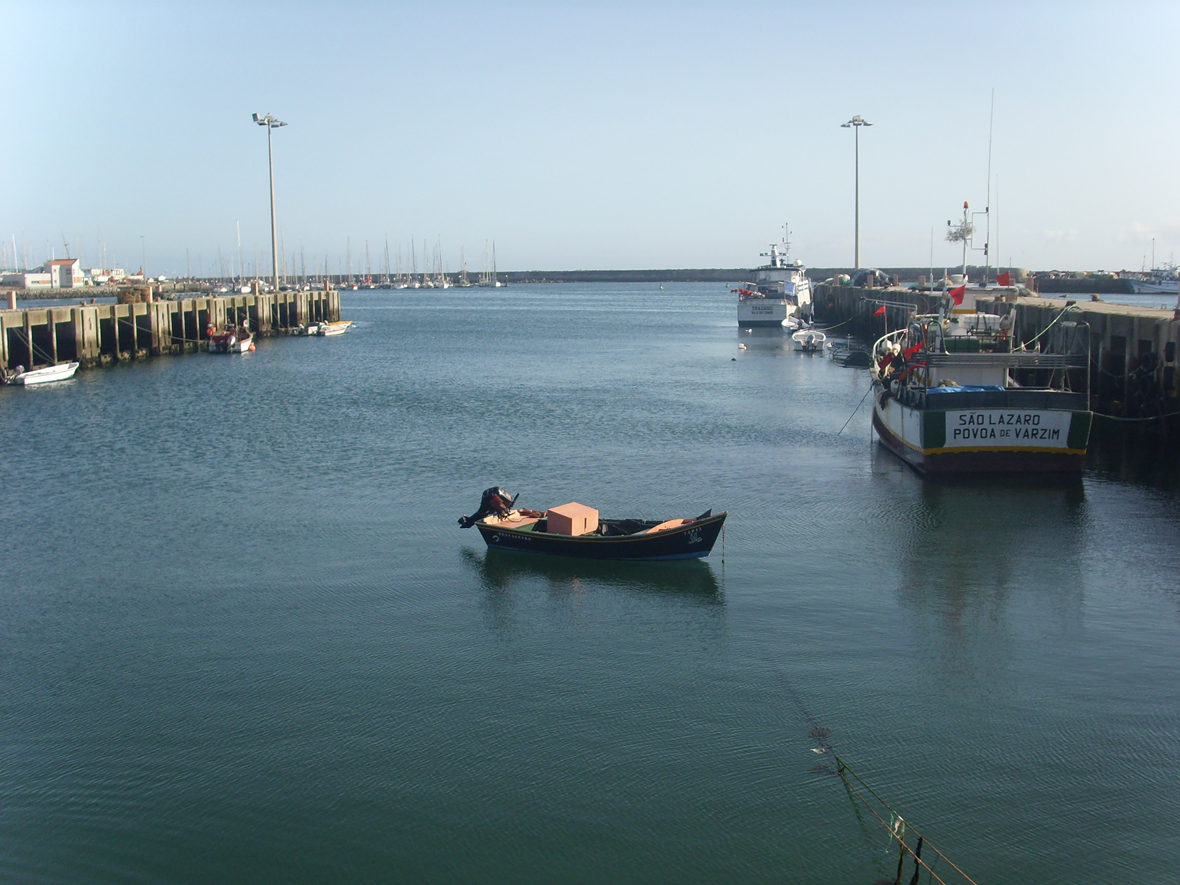
Puerto de Póvoa de Varzim.

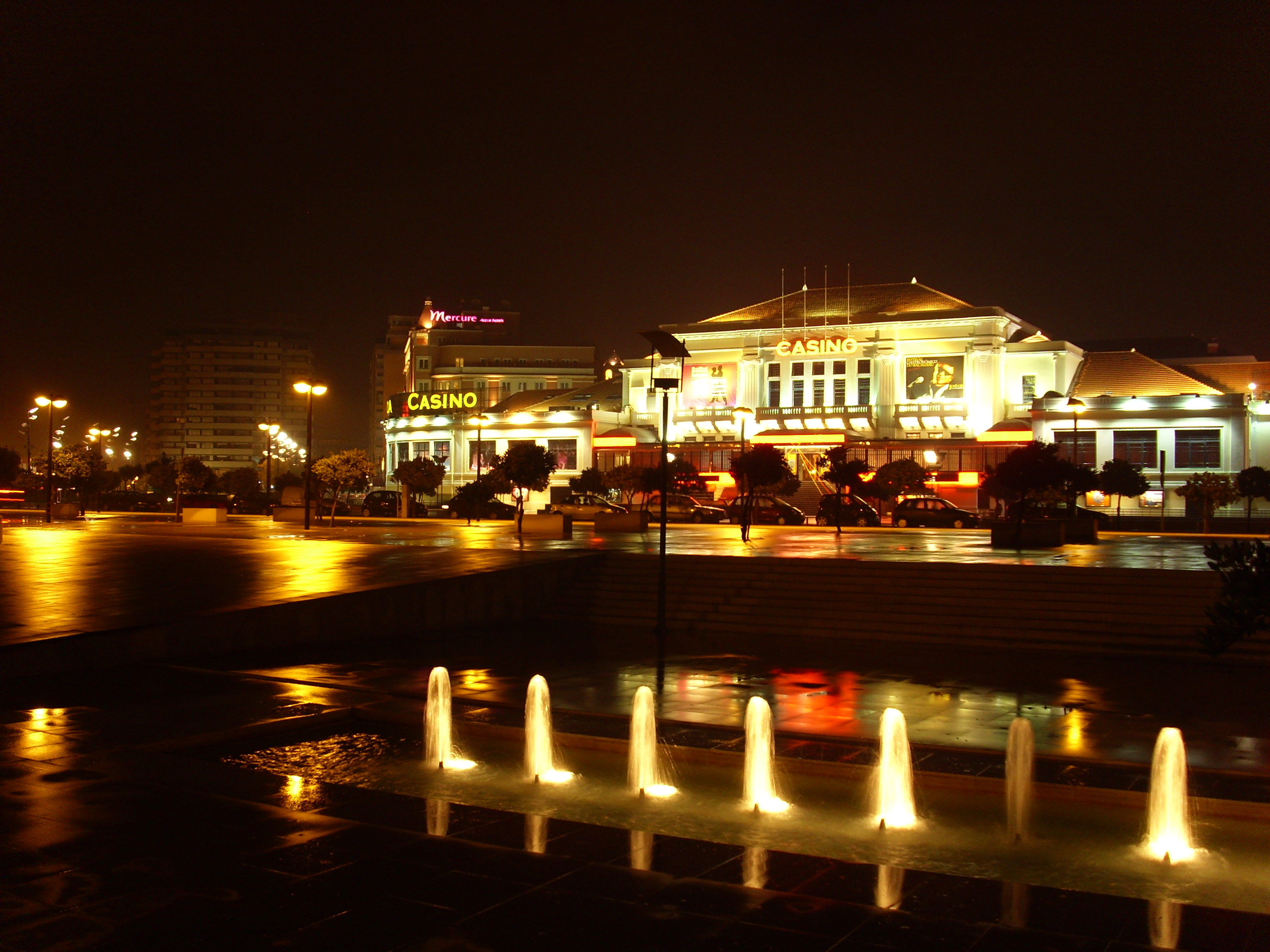
Casino de Póvoa de Varzim.

En 2001, la estructura del empleo local se alteró; la población que trabajaba en el sector primario, industrias y otras actividades similares comprendía en conjunto casi un 39% de la población, mientras que un 46% de la población (27% más en actividades relacionadas) trabajaba en la construcción civil, comercio, restauración, hostelería y otros servicios. En junio de 2006, había 3353 ciudadanos desempleados. No obstante, la tasa de actividad subió del 48% a un 51,1% entre 1991 y 2001.

### Economía costera
El hecho de que Póvoa de Varzim sea una ciudad bañada por el Océano Atlántico ha condicionado toda su economía. La industria pesquera, bien a través del pescado que llega diariamente al Puerto de Pesca de Póvoa de Varzim, bien a través de la fábrica de conservas, la agricultura en las dunas, la recolección de sargazos para fertilizar los campos y el turismo son el resultado de esa condición. El turismo y la industria derivada, en especial el casino y la hostelería, son muy relevantes en la economía poveira de hoy en día, ya que la pesca y su industria han perdido mucha importancia y entrado en declive, a pesar de que el empleo se ha mantenido estable.
Está prevista la auto-sostenibilidad energética renovable con la instalación del primer parque mundial de aprovechamiento de la energía de las olas, el Okeanós (o, como también se le conoce, Parque de ondas da Póvoa de Varzim, o bien Parque de ondas da Aguçadoura, por la freguesia en la que estará situado). Este parque producirá, en la primera fase (en 2006), 2,25 megavatios, energía suficiente para 1500 casas. En 2008, se espera que el Okeanós se convierta en una central constituida por 28 máquinas capaces de producir 24 MW, suficiente para abastecer a 250 mil habitantes (el 10% de la energía producida revertirá en beneficio del municipio).

### Industria, tecnología y comercio
La industria aún tiene un peso considerable en la población activa, sobre la textil, aunque presenta una baja productividad y bajos ingresos. Esta industria está implantada principalmente en Beiriz, Balazar y Rates. Aún es significativa la industria artesanal de mantas de Terroso y Laundos y la cordonería. Las industrias de serrado y transformación de la madera tienen su núcleo en Rates.
Las zonas industriales han sido desplazadas o instaladas en áreas fuera de la ciudad y comprenden una área equivalente a 1 418 000 metros cuadrados. Una de las iniciativas concretizadas por el municipio es el Parque Industrial de Laundos (223.311 m²) que se encuentra articulado con la auto-estrada A28.
En Póvoa de Varzim tienen su sede algunas de las empresas nacionales de producción de software de gestión. El ayuntamiento ha delineado la estructuración de un parque tecnológico al norte de la ciudad, en Aver-o-Mar.
Las actividades comerciales, en especial las más tradicionales, están reunidas y representadas en la Associação Comercial da Póvoa de Varzim, fundada en 1893. Una parte significativa del comercio tradicional tiene lugar en la calle de Junqueira, que es una vía peatonal comercial.

### Agricultura y ganadería

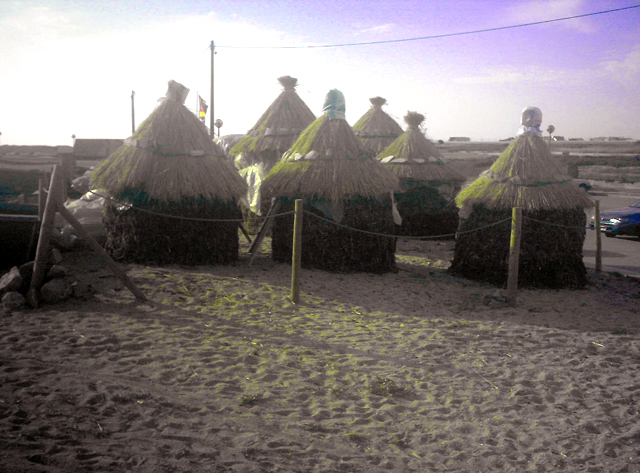
Montones de sargazos. Las algas marinas se utilizan como fertilizante natural.

A pesar de su escasa dimensión, el municipio es uno de los principales centros alimentarios que abastece al Grande Porto.
La agricultura está dominada por pequeñas explotaciones y es relevante en la economía de casi todas las freguesias, excepto en la sede. La agricultura se concentra, esencialmente, en productos hortícolas; son destacables los campos fértiles de Aguçadoura. Póvoa de Varzim forma parte de la Región de los Vinos Verdes, una región con una cultura vitivinícola muy antigua, cuyos vinos son apreciados a nivel nacional e internacional.
La agricultura, en ambas partes del municipio, llanura litoral y montaña, se amolda a las condiciones locales; así, está significativamente diferenciada. El interior posee características agrícolas del Miño bien marcadas, mientras que las poblaciones del litoral han desarrollado las "masseiras", una forma de agricultura nativa en las dunas adaptada al suelo y a la fuerte influencia marítima.
Las masseiras son un modo de agricultura único en el mundo y en peligro de extinción, y consisten en un hoyo ancho y rectangular cavado en las playas arenosas de la región. En las esquinas del hoyo se cultivan viñas, de forma que protejan la parte central de la Nortada; las uvas maduran por el calor de la arena produciendo así buen vino. Al contrario de lo que se podría suponer, en el fondo del hoyo se encuentra agua dulce, y se puede cultivar de todo; aunque se necesitan grandes cantidades de agua y de sargazos para que lo que se cultive prospere.
La ganadería para la producción de carne y leche es la predominante en las freguesias interiores. El Centro empresarial da Agros (União das Cooperativas de Produtores de Leite de Entre-Douro-e-Minho e Trás-os-Montes, parte de Lactogal) está en construcción junto al nudo de las auto-estradas A28 y A11, en el extremo sur de la ciudad. Ésta será la futura sede de la empresa, que englobará un parque de exposiciones, laboratorios, auditorio, museo y departamento comercial y de transportes, convirtiéndose así en el mayor proyecto agrícola en curso del norte de Portugal. La LEICAR, Associação de produtores de Leite e Carne, tiene su sede en Rates, el centro rural del municipio.

### Transportes y comunicaciones

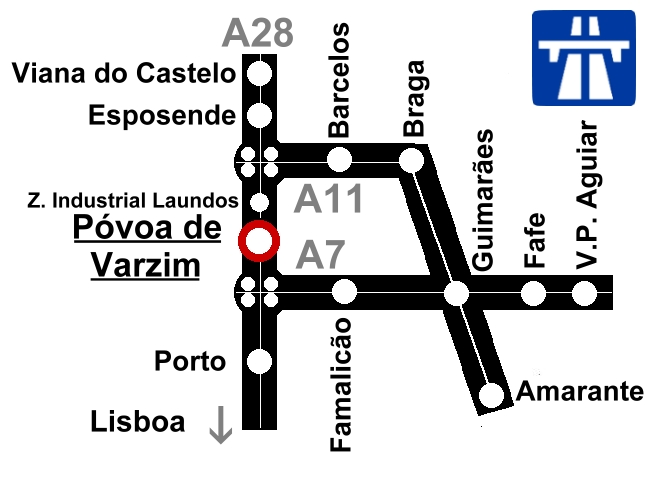
Auto-estradas (autopistas) e Itinerarios Complementarios.

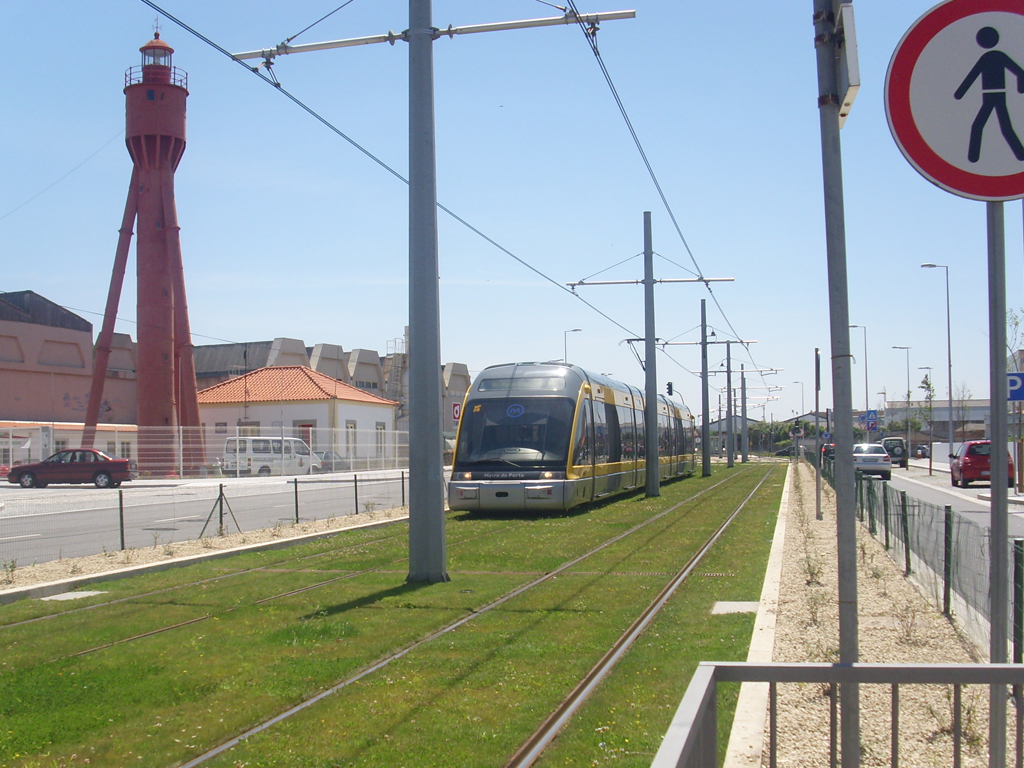
Metro de Oporto en Póvoa de Varzim.

La ciudad de Póvoa de Varzim está servida por una red de transportes desarrollada y utilizada por viajantes que usan vías marítimas, terrestres o aéreas. La infraestructura terrestre de acceso está compuesta por autopistas (auto-estradas), carreteras nacionales (estradas nacionais) y red de metro. Estas infraestructuras junto con el[aeropuerto, la estación de autobuses, la dársena y el puerto marítimo son utilizados diariamente por miles de personas para acceder a la ciudad.
La ciudad de Póvoa de Varzim cuenta con dos autopistas: la A28 (Autopista Valença - Oporto) que conecta la ciudad a las ciudades del litoral, en el sentido norte-sur, y la A7 (Autopista Póvoa de Varzim - Vila Pouca de Aguiar) que la conecta, en el sentido oeste-este, a las ciudades del interior norte.
El Aeropuerto Internacional Francisco Sá Carneiro se sitúa a 15 km a sur de la ciudad, en la confluencia entre los municipios de Maia, Matosinhos y Vila do Conde. Es el segundo mayor aeropuerto internacional de Portugal y sirve a todo el Grande Porto. La estación de autobuses (Central de Camionagem da Póvoa de Varzim) es el centro neurálgico del tráfico de camionetas y autobuses, que también se usa como puerta de entrada para viajeros provenientes de ciudades nacionales (en especial del Miño), pero también de otras ciudades europeas. No existe un operador vial municipal, pero varias empresas tienen servicio regular para la ciudad y sus aldeas, tales como Linhares, AV Minho y Litoral Norte. Para el verano, la Rodoviária D'Entre Douro e Minho ha creado un servicio Expresso Final-de-Semana, por autopista, Braga/Póvoa de Varzim con destino a las playas.
La Línea B del Metro de Oporto conecta Póvoa de Varzim con Oporto en dos tipos de servicios, el normal y el expreso. Debido a que el metro solo usa la vía antigua de tren construida en el siglo XIX, y debido al crecimiento de la ciudad hacia el norte desde comienzos del siglo XX, la mayor parte de la población vive alejada de la estación de metro más próxima. Así, se encuentra en proyecto la extensión de la línea B hacia el interior de la ciudad.
La malla viaria tradicional de la ciudad, compuesta por vías de enlace paralelas entre sí y perpendiculares a la costa, puede verse fácilmente por la importancia que poseen las siguientes vías: avenida do Mar (entrada de la ciudad por la A28), avenida Vasco da Gama, avenida Mouzinho de Albuquerque y avenida Santos Graça. La avenida dos Descobrimentos (entrada litoral sur) y la avenida dos Banhos, por otro lado, son paralelas a la costa.
El crecimiento de la ciudad hacia el interior y el norte del municipio hizo que la organización anular ganara importancia a través de la configuración de la avenida parque (o Vía B), una vía de circunvalación por el interior de la ciudad, que pretende sustituir a la EN13, la Vía C (vía de circunvalación externa), y la futura extensión de la avenida Repatriamento dos Poveiros en Aver-o-Mar.
A pesar de haber perdido utilidad como vías para medias y largas distancias, las Estradas Nacionais (Carreteras Nacionales) han adquirido interés municipal: Los automovilistas provenientes de las freguesias del norte (Estela, Navales, Aguçadoura y Aver-o-Mar) y de la ciudad de Vila do Conde, al sur, usan la EN13 (Oporto-Valença, que interseca la ciudad por el centro en sentido norte-sur) para acceder al centro de la ciudad. Por otra parte, los viajeros provenientes del interior del municipio suelen usar la EN205 (Póvoa de Varzim-Barcelos) y la EN206 (Vila do Conde-Vila Nova de Famalicão); la primera pasa por las freguesias de Amorim, Terroso y Laundos y la segunda por Argivai, Beiriz, Rates y Balazar.
A pesar del interés de la ciudad y la región por fomentar el uso de la bicicleta con fines lúdicos y de transporte, Póvoa de Varzim dispone solamente de una ciclovía de dimensiones modestas, la Ciclovía do Passeio Alegre, que recorre la ciudad paralela al mar y que tiene solo 3 km de extensión. Con la ampliación de la ciudad hacia el norte en Aver-o-mar, esta ciclovía deberá duplicar su tamaño; el proyecto Futuro Sustentável del Grande Porto prevé la construcción de varias otras. La Ecopista Famalicão – Póvoa de Varzim, con 18 kilómetros de extensión, será construida en breve. Dicha Ecopista será una ciclovía que recorrerá una antigua vía férrea y tendrá objetivos lúdicos, dado que pasará por áreas naturales, rurales e históricas, pero también tendrá utilidad en términos de movilidad para los viajantes provenientes de zonas rurales en dirección a la ciudad, ya que el término de la ciclovía en Póvoa de Varzim, estará junto a la prometida estación término del Metro de Oporto e Intermodal de Transportes de Póvoa de Varzim.

## Sociedad
Un habitante de Póvoa de Varzim es conocido como Poveiro. Muchos residentes consideran ofensivo el término Povoense, así como llamar a su ciudad Póvoa "do" Varzim, que es bastante frecuente en la prensa nacional, a pesar de que varios habitantes hayan expresado públicamente su malestar. Esto llevó a la aparición de un dicho local: A Póvoa não é do Varzim, o Varzim é que é da Póvoa (Póvoa no es del Varzim, el Varzim es el que es de Póvoa), refiriéndose al Varzim Sport Club.
El desarrollo de la ciudad desde mediados de los años 90 y el interés de la ciudad por convertirse en una ciudad de ocio y deporte, permitió que fuera considerado en 2005 como el séptimo municipio más desarrollado de entre los trescientos ocho municipios portugueses, y como el más desarrollado del distrito de Oporto en un estudio publicado en el periódico Expresso. A nivel nacional, el municipio fue considerado primero en desarrollo social (índice 0,98); segundo en la distribución de ecopuntos (26 por cada 1000 habitantes); tercero en la tasa de natalidad (13,5 por cada 1000 habitantes); cuarto en el índice de envejecimiento (53,06) y ocupa el quinto lugar en el número de médicos por habitante (3,26 por cada 1000 habitantes)

## Demografía
| Gráfica de evolución demográfica de Póvoa de Varzim entre 1864 y 2021 |
|                                                                       |
| Datos según el nomenclátor publicado por el INE portugués.            |

En 2004, existían 65 452 habitantes estimados en toda Póvoa de Varzim. De acuerdo con el censo de 2001, existían 63 470 habitantes ese año, de los cuales un 61,2% vivía en la ciudad (compuesta por tres freguesias). En relación con 1991, la población urbana creció un 23%, con un aumento del número de familias bastante significativo, cerca de un 44,5%.
No obstante, cerca de 50 000 personas viven en un mismo área del municipio, en la ciudad y áreas rurales adyacentes. El número sube a 100 000 cuando se considera toda el área circundante. Durante el verano, la población residente en la ciudad se triplica, este movimiento estacional proveniente de ciudades vecinas es motivado por la playa.
Según el plan de urbanización, en 2011 la ciudad tendrá una población de 46 170 habitantes, lo que representa un aumento de casi un 19 %. La población continuará siendo predominantemente joven (un 17,5 %) aunque con menor peso, ya que la población anciana crecerá a un 14,2%.

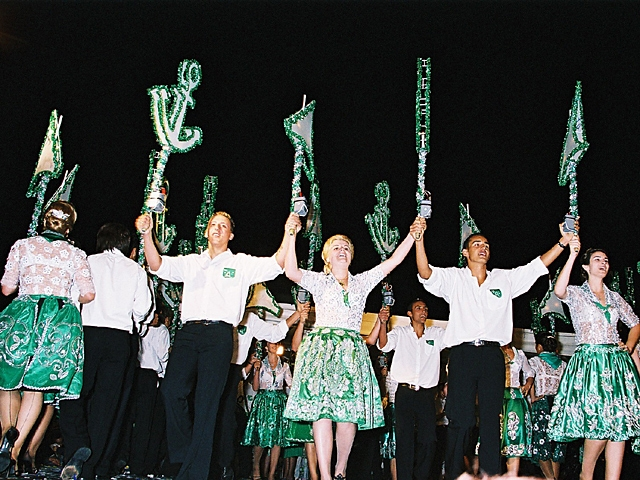
Grupo heterogéneo de poveiros durante las fiestas de San Pedro de 2006.

La población de todo el municipio creció solo un 1% entre 1981 y 1991, aumentando hasta un 15,3% entre 1991 y 2001. En 2004, nacieron en el Hospital de Póvoa cerca de 1420 bebés, lo que representa un aumento en la natalidad, y se espera que el número vuelva a alcanzar los 1500 bebés, número que era regular anteriormente.
La comunidad pesquera poveira, debido a la práctica de la endogamia y al sistema de castas sociales, consiguió mantener un carácter étnico local. A comienzos del siglo XX, antropólogos clasificaron a la población local como una comunidad semito-normanda, es decir, compuesta por descendientes de fenicios y vikingos.
En una investigación publicada en "O poveiro" en 1908, Fonseca Cardoso consideró que un elemento antropológico dolicocéfalo, la nariz aquilina, era de origen semito-fenicio. Datos antropológicos y culturales indican también la colonización de pescadores nórdicos durante la fase del repoblamiento del litoral.
Debido a ese sistema de castas que perduró hasta el siglo XX, la población del municipio se mantuvo heterogénea durante siglos: el hombre del litoral, dedicado a la pesca, era pelirrojo y corpulento, el del interior, agricultor, era de carácter gallego (oriundo de Galicia y norte de Portugal). Pero este sistema de castas acabó por ceder ante el crecimiento urbano y la población ha pasado a ser homogénea.
| Freguesia                                   | Población | Área (km²) | Densidad h/km² |
| ------------------------------------------- | --------- | ---------- | -------------- |
| P. Varzim                                   | 27.810    | 5,4        | 5.297,1        |
| A Ver-o-Mar                                 | 8.962     | 5,3        | 1.720,0        |
| Aguçadoura                                  | 4.530     | 3,2        | 1.305,5        |
| Beiriz                                      | 3.229     | 4,3        | 749,2          |
| Amorim                                      | 2.856     | 5,6        | 505,5          |
| Estela                                      | 2.596     | 12,1       | 221,3          |
| Rates                                       | 2.539     | 13,8       | 182,9          |
| Terroso                                     | 2.472     | 4,8        | 533,9          |
| Balazar                                     | 2.463     | 11,7       | 213,9          |
| Argivai                                     | 2.153     | 2,4        | 942,7          |
| Laundos                                     | 2.131     | 9,2        | 219,9          |
| Navais                                      | 1.683     | 4,5        | 397,9          |
| Fuente: Câmara Municipal da Póvoa de Varzim |           |            |                |

La población original estaba compuesta por pueblos castreños (de origen mixto celta y precelta) que mantenían relaciones comerciales especialmente con fenicios y cartagineses, pero que entraron en contacto con los romanos, después de la anexión de la región al Imperio romano. Con la caída del Imperio llegaron varios pueblos, de los cuales destacan los suevos y los vikingos, que colonizaron la región.
Póvoa de Varzim ha proporcionado población a otros locales desde la Reconquista hasta hace poco. Es de destacar que los poveiros tienden a formar asociaciones propias en los países de acogida, existiendo "casas de poveiros" en Brasil (Río de Janeiro y São Paulo), Sudáfrica y Canadá. Debido a las bodas mixtas y los movimientos en las clases pesqueras, Caxinas en Vila do Conde y las áreas pesqueras de Esposende y Matosinhos sufren una fuerte influencia cultural poveira. Es por ello que esta característica migratoria atenuó el crecimiento demográfico.
En contrapartida, durante la emigración del siglo XX, muchos portugueses emigrados a Brasil regresaron a su tierra natal. Hoy en día, el flujo migratorio es inverso, siendo destacable la entrada de ucranianos, brasileños, chinos y rusos. Sin embargo, son las personas oriundas de municipios vecinos las que producen el mayor incremento demográfico que el municipio busca captar.

### Educación
Póvoa de Varzim cuenta con varias escuelas públicas, parroquiales e independientes repartidas por la ciudad y áreas rurales. La mayoría de las escuelas de enseñanza básica (del primer al tercer ciclo) y jardines de infancia están reunidas en cuatro agrupaciones verticales: Flávio Gonçalves, Cego do Maio, Campo Aberto y Aver-o-Mar. Estas agrupaciones reúnen a escuelas de diferentes espacios del municipio y están encabezadas por las escuelas EB 2/3 que dieron el nombre a las respectivas agrupaciones. En términos de escuelas independientes, destacan el Grande Colégio da Póvoa de Varzim en el área urbana y la Escola Agrícola Campo Verde.
La enseñanza secundaria en Póvoa de Varzim se inicia en 1882 para responder a las necesidades de una comunidad que prosperaba debido a la industria pesquera y turística. Es así que se crea el instituto municipal con las asignaturas de Portugués, Francés, Latín, Geometría, Historia e Instrucción Primaria Complementaria. El instituto municipal se convirtió en la génesis del Liceu Nacional, creado en 1904 y actual escuela secundaria Eça de Queirós, que mantiene su vocación humanista.

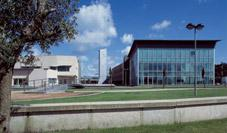
La Escola Superior de Estudos Industriais e Gestão.

En 1892, se crea la Associação Comercial, que trató de inmediato impartir clases de teneduría mercantil y contabilidad comercial, que será la génesis de la Escola Comercial de Rocha Peixoto, creada en 1924, y que en 1940 cambia su nombre a Escola Industrial e Comercial, actual Escola Secundária Rocha Peixoto, una escuela que continúa dedicándose a la formación de profesionales.
El Instituto Politécnico do Porto mantiene entre Póvoa de Varzim y Vila do Conde la Escola Superior de Estudos Industriais e Gestão (ESEIG), que antiguamente se encontraba dividida en dos centros (uno en cada ciudad), pero que acabó por ser reunida en una única escuela nueva, en la frontera entre las dos ciudades.
El nivel de analfabetismo de Póvoa de Varzim se redujo entre 1991 y 2001 del 7 al 5,9 por ciento. Poco más de un cuarto de la población ya tiene título a nivel secundario o superior.

### Artes

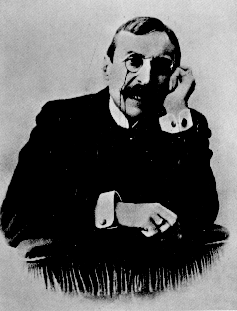
Eça de Queirós.

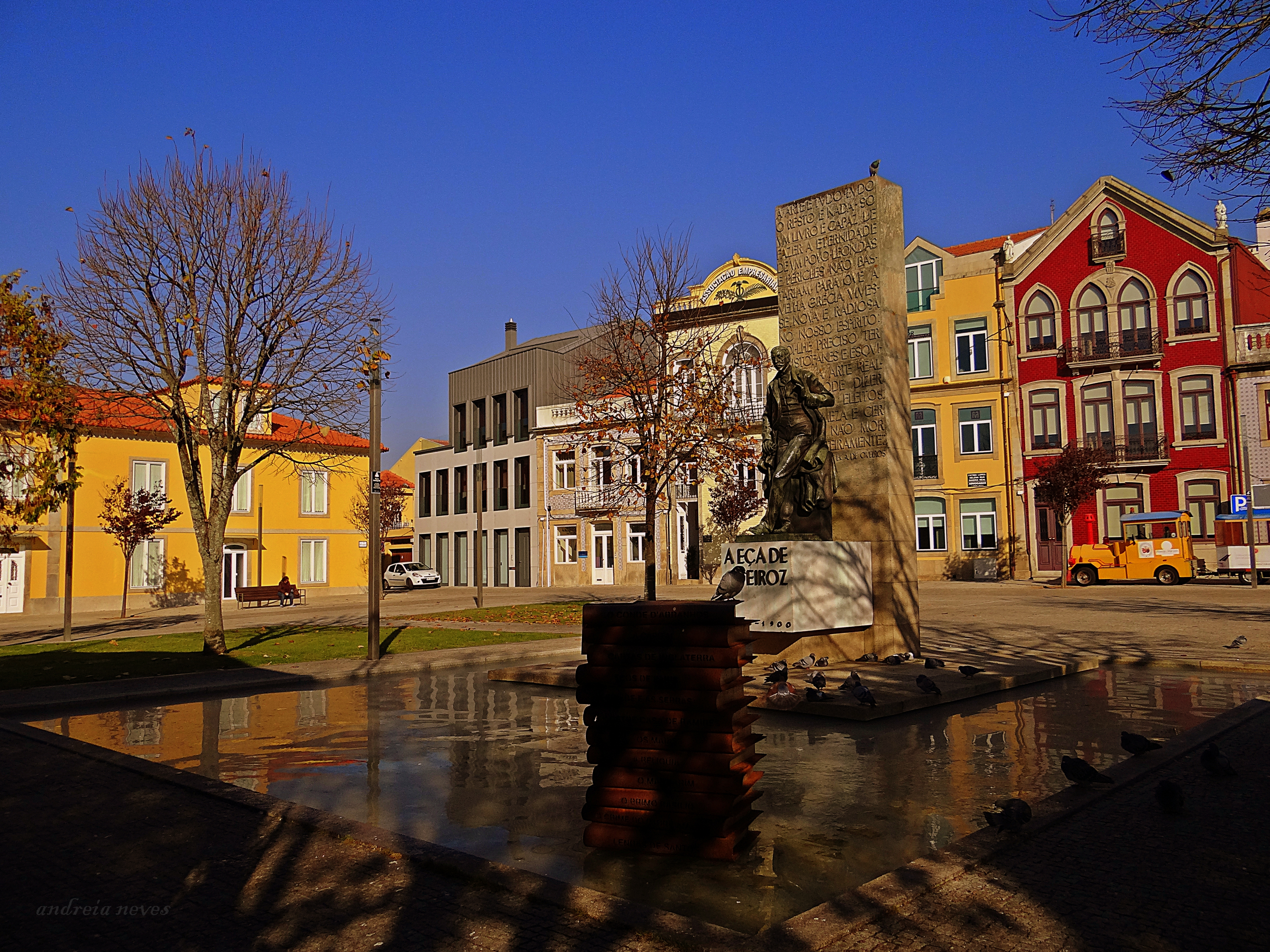
Estatua de Eça de Queirós en la Praça do Almada

Póvoa de Varzim está fuertemente asociada a las letras portuguesas. Fue la ciudad que vio nacer a Eça de Queirós, uno de los escritores capitales de la lengua portuguesa, y donde José Régio pasaba sus tiempos libres para escribir, sobre todo en el Diana Bar del Passeio Alegre, punto de encuentro de escritores que, hoy día, se convierte en biblioteca playera durante el verano. Otros escritores relacionados con la ciudad son Camilo Castelo Branco, Agustina Bessa-Luís, Almeida Garrett y António Nobre.
La ciudad organiza encuentros de ámbito internacional. Uno de los cuales es el Correntes d'Escritas entre escritores de países de lenguas ibéricas, en especial de Portugal, Brasil, España, África Lusófona y América Latina. Otro evento cultural de la ciudad es el Festival Internacional de Música da Póvoa de Varzim, que, en 2006, conmemora su 28.ª edición. La Feira do Livro da Póvoa de Varzim es considerada la tercera mayor feria del libro portuguesa, después de las de Lisboa y Oporto.
La Filantrópica, consolidada en 1935, tiene como finalidad la ejecución de actividades culturales, la estimulación de la creación artística y la ayuda a la integración de inmigrantes del Este europeo, sobre todo con clases gratuitas de portugués. El Varazim Teatro es una asociación cultural y juvenil de teatro amateur que ha impulsado la dramaturgia local.

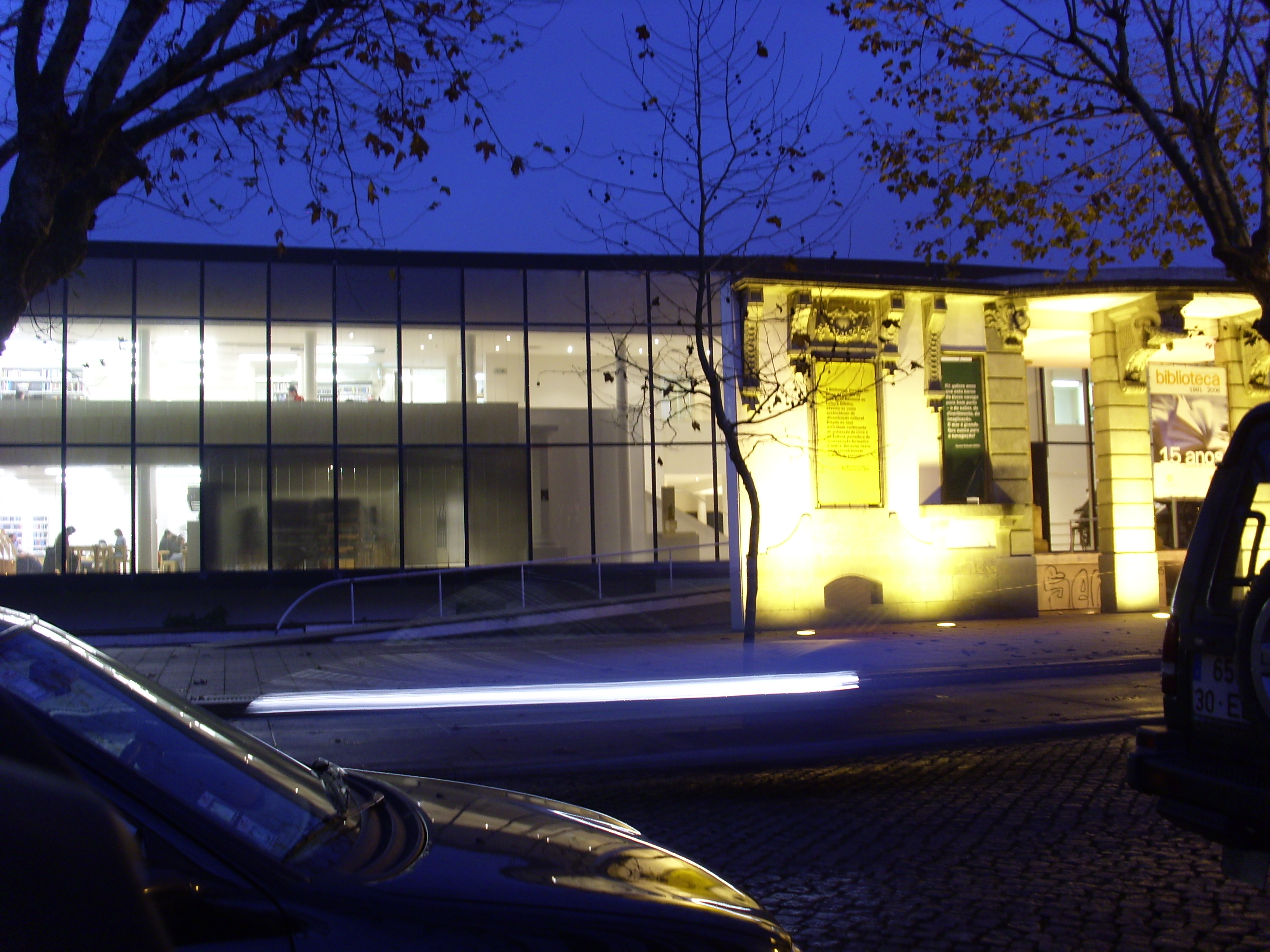
La biblioteca municipal se localiza cerca de las principales escuelas.

La biblioteca municipal Rocha Peixoto, fundada en 1880, por el tricentenario de la muerte de Luís de Camões, recibió en 1913, como herencia, el núcleo documental del científico poveiro Rocha Peixoto y que, después de varios cambios de edificio, acabó por instalarse, definitivamente, en el edificio actual en 1991.
El Museo Municipal de Etnografía e Historia de Póvoa de Varzim fue constituido en 1937 por acción de António dos Santos Graça, como forma a salvaguardar las prácticas y tradiciones poveiras que se iban perdiendo sin ningún registro o recogida. Existen dos núcleos del museo: el Núcleo Museológico da Igreja Românica de São Pedro de Rates, que se dedica a la divulgación de la historia, leyenda y arte alrededor de la iglesia Románica de San Pedro de Rates, y el Núcleo Arqueológico da Cividade de Terroso, que sirve de presentación del espacio de la Cividade de Terroso.
Más recientemente se han creado el Arquivo Municipal y el Auditório Municipal da Póvoa de Varzim donde coexisten la Escola de Música da Póvoa de Varzim y el Cineclube Octopus, con muestras de cine de calidad.

### Ocio

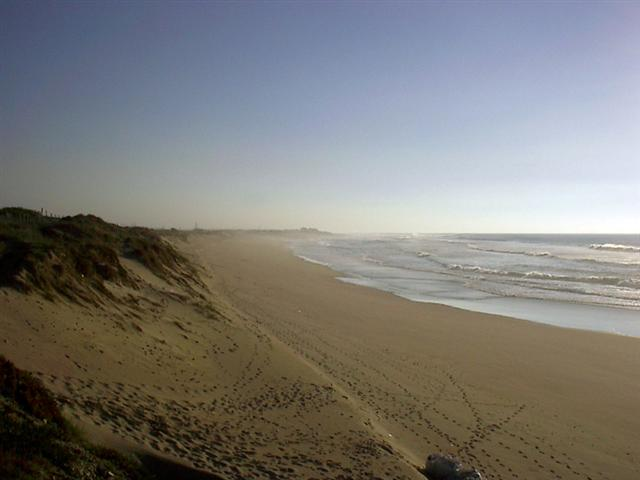
Praia do Rio Alto.

Las playas de Póvoa de Varzim hicieron a la ciudad reconocida en la región Norte y son las verdaderas responsables del desarrollo del ocio en la ciudad. Estas son playas extensas de arena blanca, cuyas aguas alcanzan solo 18 grados en el verano, y ricas en yodo. Las playas de la ciudad, desde la Praia Redonda hasta la Praia do Quião, son muy frecuentadas por habitantes y turistas; a partir de la Praia de Santo André hacia el norte el ambiente es más tranquilo. La Praia da Aguçadoura y la Praia do Rio Alto son playas de dunas. Esta última, dado que es de difícil acceso (acceso solo a pie por otras playas) y de la privacidad que ofrecen sus dunas, es destino frecuente de naturistas, a pesar de que no sea una playa naturista oficial. Varias playas están divididas por roquedos, y entre la Praia da Salgueira y la Praia da Lagoa existen ruinas.

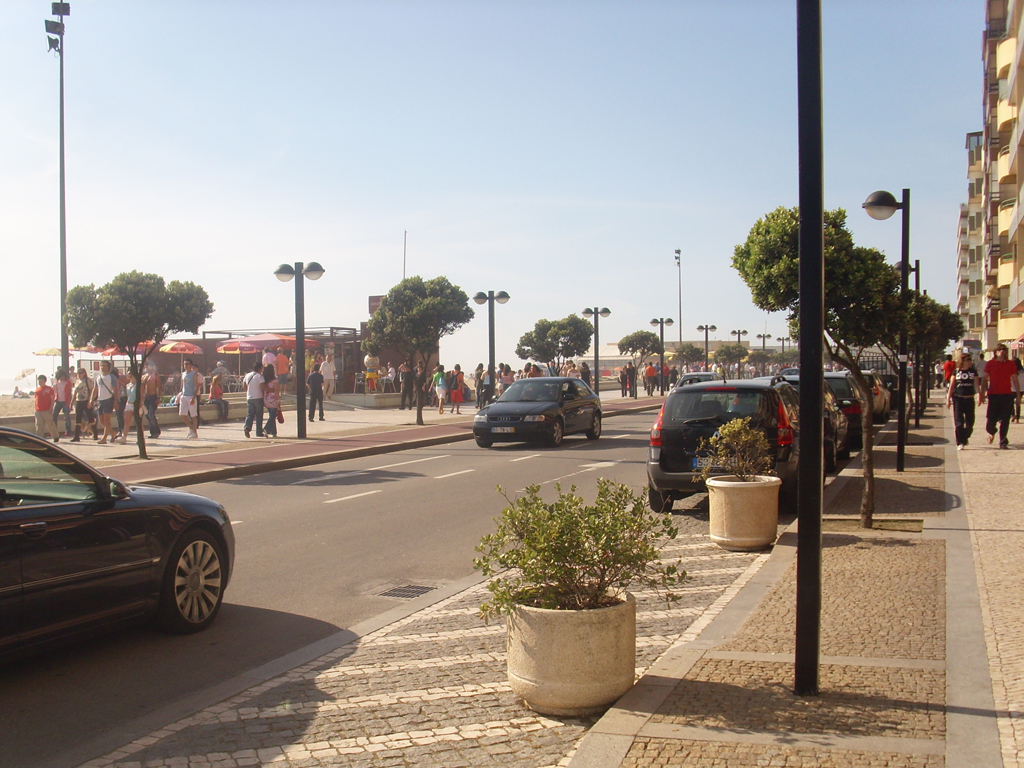
El Passeio Alegre es el área de la ciudad que no duerme, por el día se pasea y por la noche se baila.

El Casino de Póvoa de Varzim, instalado en un edificio de los años 1930 del siglo XX de estilo neoclásico, es un local central de juego y entretenimiento del norte del país, con juegos y varios espectáculos durante todo el año.
Cerca del casino, muchos lugareños y visitantes pasean por el Passeio Alegre junto a las playas de la ciudad. También es un área de animación nocturna muy popular durante el verano y los fines de semana. Los jóvenes se reúnen por la noche en los bares que se localizan junto al paseo, en especial en el Largo do Passeio Alegre, pero también en el Carvalhido y en la Lonja, antes de ir hacia las discotecas Hit Bar y Buddha Bar, ya de madrugada, localizadas en los dos extremos del Passeio Alegre.

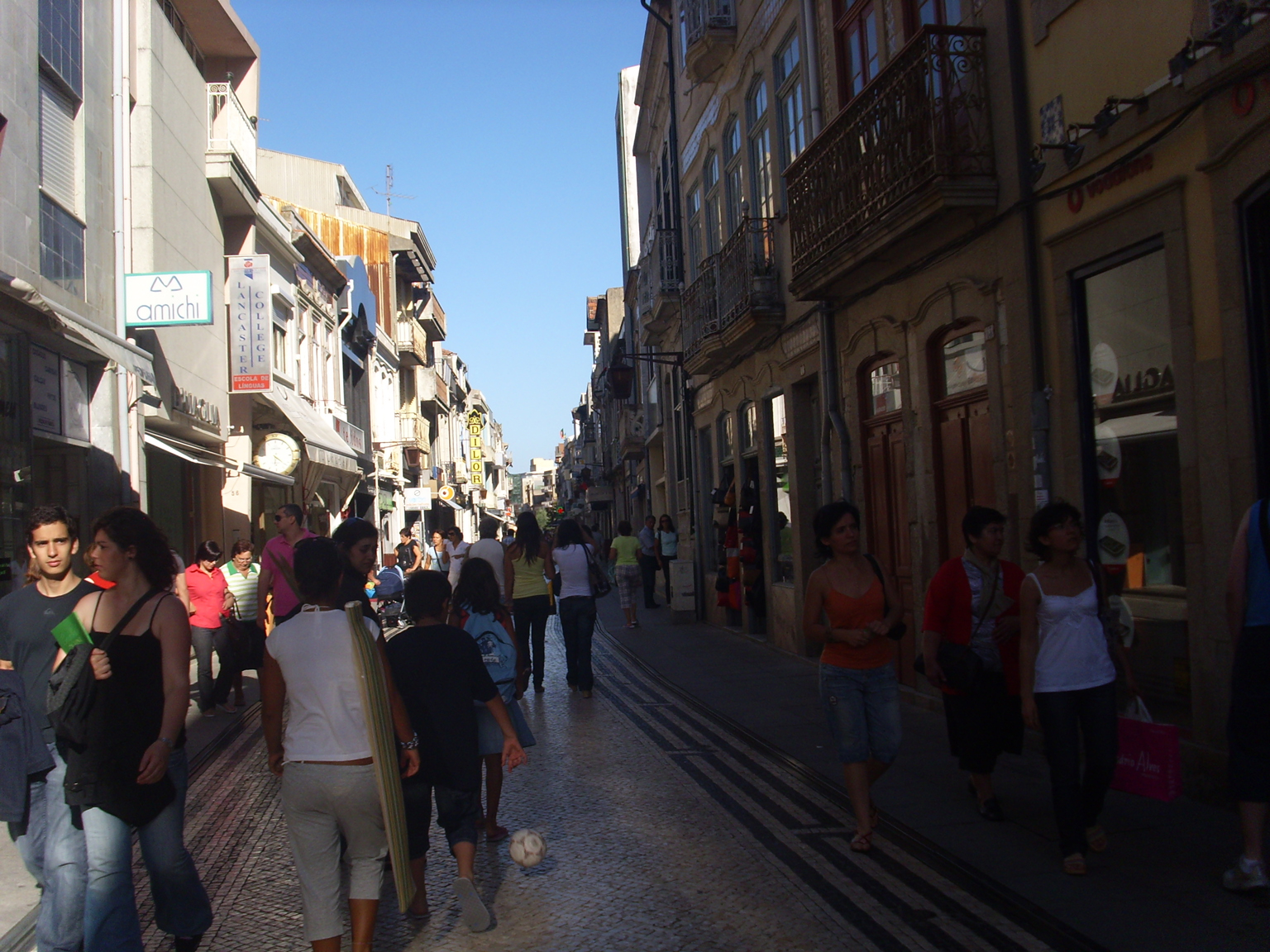
La Junqueira es el principal área comercial de la ciudad.

En la zona centro de la ciudad se sitúa el principal barrio comercial, la Junqueira, cuya calle central es peatonal desde 1955. Varias calles contiguas también se han hecho peatonales recientemente. Esta afamada calle es reconocida por el comercio de joyería, cuya tradición en Póvoa de Varzim se remonta a épocas prerromanas.
A causa de ser un área de baño y de juego, Póvoa de Varzim posee una gran diversidad de hoteles, son de destacar el Grande Hotel (Hotel Mercure), edificado en los años 30, cercano al casino; y los hostales instalados en la playa en Santo André, en la cumbre del monte de São Félix y junto al campo de golf.
A lo largo de la Estrada Nacional 13, que cruza el interior de la ciudad, se encuentra un gran número de restaurantes. Muchos de ellos son bastante conocidos.
Fuera de la ciudad, existen otras dos áreas de ocio: el monte de São Félix, que posee molinos convertidos en residencias particulares desde las que se divisa una panorámica de la ciudad, una escalinata que corta el área forestal y hasta una pequeña población castreña, y el Río Alto —un área de ocio al norte de la ciudad, que cuenta con un cámping envuelto por pinares, masseiras y un campo de golf que se extiende junto a la playa en las dunas del Río Alto.

### Deportes

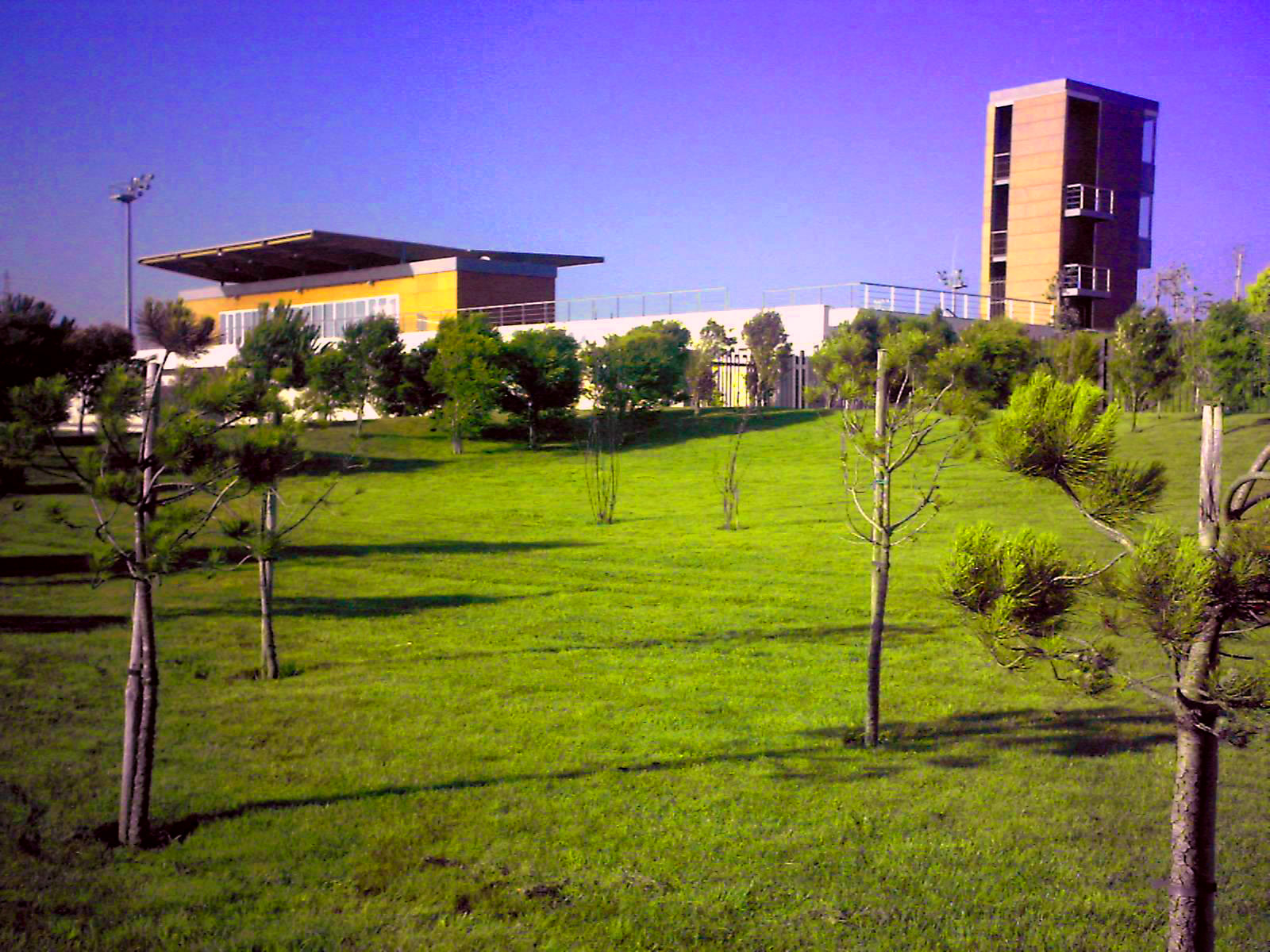
Estadio del parque da Cidade. El estadio pretende ser discreto, aunque cuenta con varios equipamientos deportivos para varios deportes, en especial para el fútbol.

La ciudad ha desarrollado un conjunto de estructuras deportivas, y por ello, ha acogido varios campeonatos nacionales, europeos y mundiales de diferentes modalidades. Así, un 38 % de la población practica deporte, un valor bastante superior a la media nacional.
El deporte más popular en la Póvoa de Varzim es el fútbol. El Varzim Sport Club es el principal club de fútbol de la ciudad y juega en la Liga de Honra. El Estádio Municipal y los campos sintéticos del parque de la ciudad para la práctica de fútbol y atletismo son hoy el escenario del campeonato inter-freguesias de Póvoa de Varzim, donde compiten sus 15 clubes populares de fútbol: Aguçadoura, Amorim, Averomar, Balazar, Barreiros, Beiriz, Belém, Estela, Laundos, Leões da Lapa, Matriz, Navais, Regufe, Terroso y Unidos ao Varzim.
La natación es el segundo deporte más popular. Ésta se practica en la escuela o en los dos complejos de piscinas que se sitúan junto a la playa. Uno de los complejos de piscinas pertenencia a la Varzim Lazer, una empresa municipal que gestiona los equipamientos deportivos que se encuentran en el norte de la ciudad: concretamente las piscinas municipales, la academia de tenis, la plaza de toros y el pabellón municipal. El segundo es propiedad del Clube Desportivo da Póvoa, un club municipal que agrupa a practicantes de varios deportes.

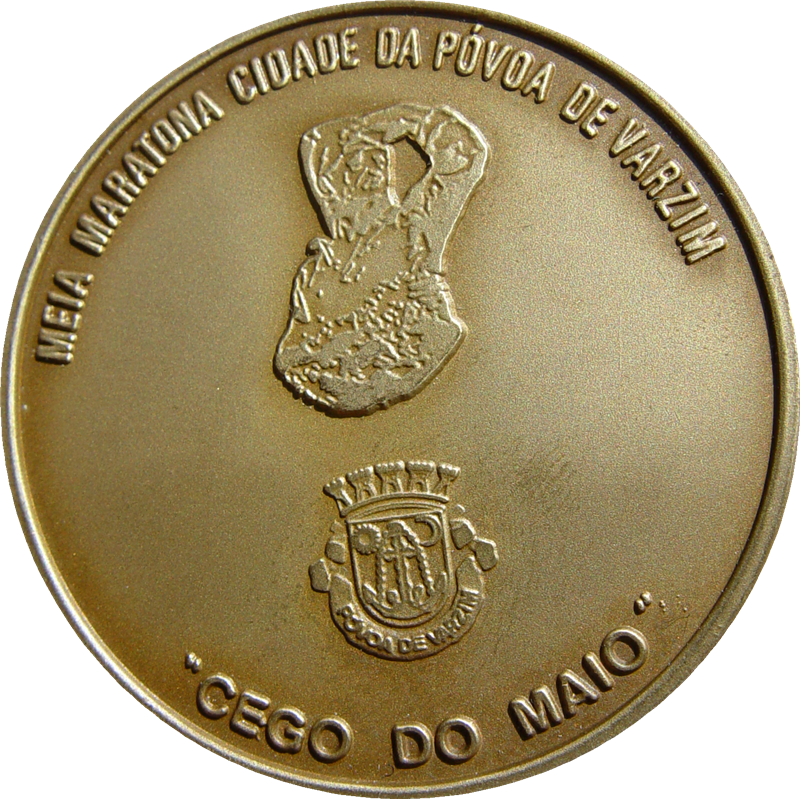
Medalla de la Meia Maratona Cego do Maio.

El Clube Naval Povoense es un club centenario cuyas actividades principales son la vela, la pesca deportiva, el surf y otras actividades relacionadas con el mar, que son desarrolladas en la Dársena de Póvoa. La Dársena de Póvoa es abrigada y es una parada para las embarcaciones de recreo que estén explorando la costa occidental ibérica. Una de las regatas organizadas por el club es el Trofeo Costa Verde, que conecta las ciudades de Póvoa de Varzim y Viana do Castelo.
La Monumental Praça de Touros de Póvoa de Varzim es la única plaza de toros en actividad del norte de Portugal. Las corridas más destacadas de esta plaza son la "Grande Corrida TV Norte" con tauromaquia de tradición portuguesa a finales de julio y la tradicional Garraiada da Queima das Fitas do Porto, una corrida divertida e inofensiva entre toros jóvenes y estudiantes universitarios, a principios del mes de mayo.
Junto al monte de São Félix, el Campo de Tiro de Rates es considerado como uno de los mejores de Portugal y de Europa. Tiene un gran prestigio entre los aficionados nacionales. También existe un Campo de Golf y una pista de galgos en Estela.
En atletismo, la ciudad organiza la Meia Maratona Cego do Maio y el Grande Prémio de São Pedro por las calles de la ciudad. La primera pretende la promoción de esta modalidad de maratón entre la población y de la ciudad y la segunda es una prueba del Calendario Nacional de la Federación Portuguesa de Atletismo.

### Comunicación social
Póvoa de Varzim posee tres periódicos locales, todos semanarios: el "Póvoa Semanário", "A Voz da Póvoa" y el "O Comércio da Póvoa de Varzim". El Póvoa Semanário y A Voz da Póvoa compiten entre sí y se dedican, exclusivamente, a la información local y poseen ediciones en Internet.
La ciudad también posee dos cadenas de radio, ambas en FM: La "Rádio Mar" (89.0) y la "Rádio Onda Viva" (96.1), ambas estaciones emiten en línea. La Rádio Onda Viva emite diariamente programación en chino (mandarín), dirigida a la comunidad china.
El periódico "Póvoa Semanário" y la "Rádio Mar" pertenecen al mismo grupo, e incluso la misma empresa suministra servicios informativos a las ciudades vecinas de Vila do Conde y Esposende.

### Salud

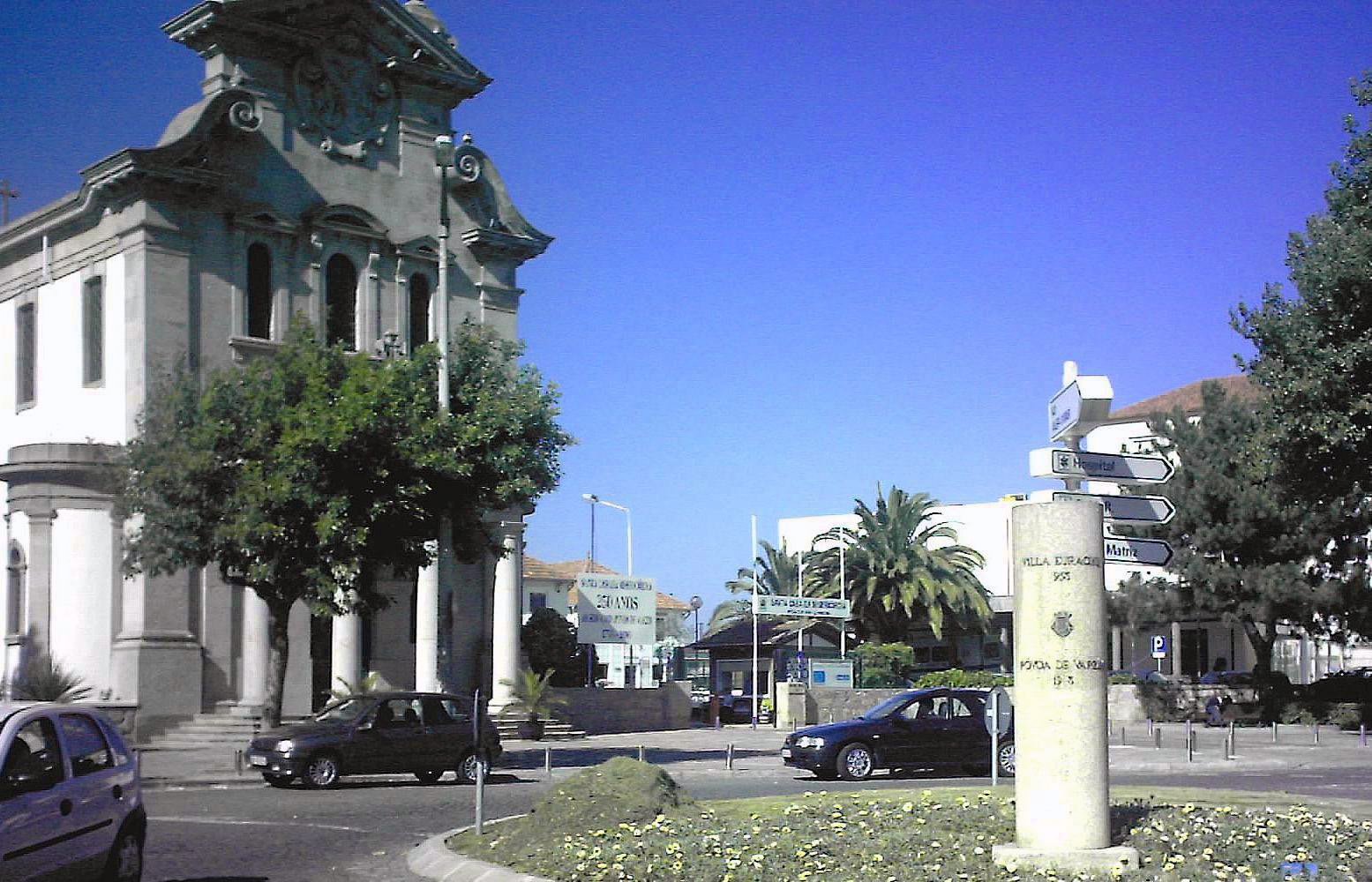
Santa Casa da Misericórdia de Póvoa de Varzim.

La Santa Casa de Misericórdia de Póvoa de Varzim fue constituida en 1756, y desde entonces cuida de la salud de los poveiros. En el área de la Santa Casa, que se encuentra en expansión, existen varios departamentos de salud y de cariz social. El hospital de Póvoa de Varzim, situado en el Largo das Dores, forma parte de este conjunto, a pesar de ser autónomo. En la misma plaza se aloja Centro de Diagnóstico Neumológico de Póvoa.
El hospital es centenario y no fue pensado para responder a las necesidades crecientes de la población, así que ha sido ampliado. Sin embargo, sigue sin conseguir responder correctamente en varias áreas y muchos enfermos son desviados a mejores hospitales, principalmente a Matosinhos y Oporto. Debido a esto, está planeada la edificación de un hospital moderno que responda en varias áreas para servir a las poblaciones de Póvoa de Varzim y Vila do Conde, que también tiene problemas similares. Este nuevo hospital estaría localizado en la frontera entre las dos ciudades, pero aún no hay fecha determinada para el inicio de su construcción.
El centro de salud de Póvoa de Varzim tiene extensiones en las principales freguesias además de en el centro del municipio. Clipóvoa es un hospital privado que se encuentra en la zona norte de la ciudad y es el mayor hospital de Póvoa. Naturalmente, también existen pequeñas clínicas privadas.

### Criminalidad y seguridad
Actúan en Póvoa de Varzim la policía municipal de Póvoa de Varzim, la Guarda Nacional Republicana (GNR) y la Polícia de Segurança Pública (PSP).
La policía municipal de Póvoa de Varzim, una de las primeras en surgir en el país, es un cuerpo civil armado que ejerce funciones de policía administrativa en el área de circunscripción del municipio y depende directamente del alcalde.
La Escola Prática dos Serviços, situada al este de la ciudad junto a la autoestrada A28, es la sede nacional de instrucción de la administración militar. Engloba al Batallón de Administración Militar y, en el ámbito de la reestructuración de servicios del Ejército, a la anteriormente designada Escola Prática de Administração Militar, que pasó a partir de 2006 a acoger también los servicios de material y transportes, aumentando sus funciones y número de militares.
En términos de criminalidad, Póvoa de Varzim es considerada por la PSP como una zona "tranquila" en todos los aspectos, siendo prácticamente inexistente la criminalidad violenta. Los actos de criminalidad se reducen a pequeños hurtos en interiores de residencias, tiendas y automóviles.

## Cultura
A lo largo de todo el año se festejan varias fiestas populares o religiosas, romerías y procesiones. La mayoría de estos festejos tienen lugar en Pascua o durante el verano.

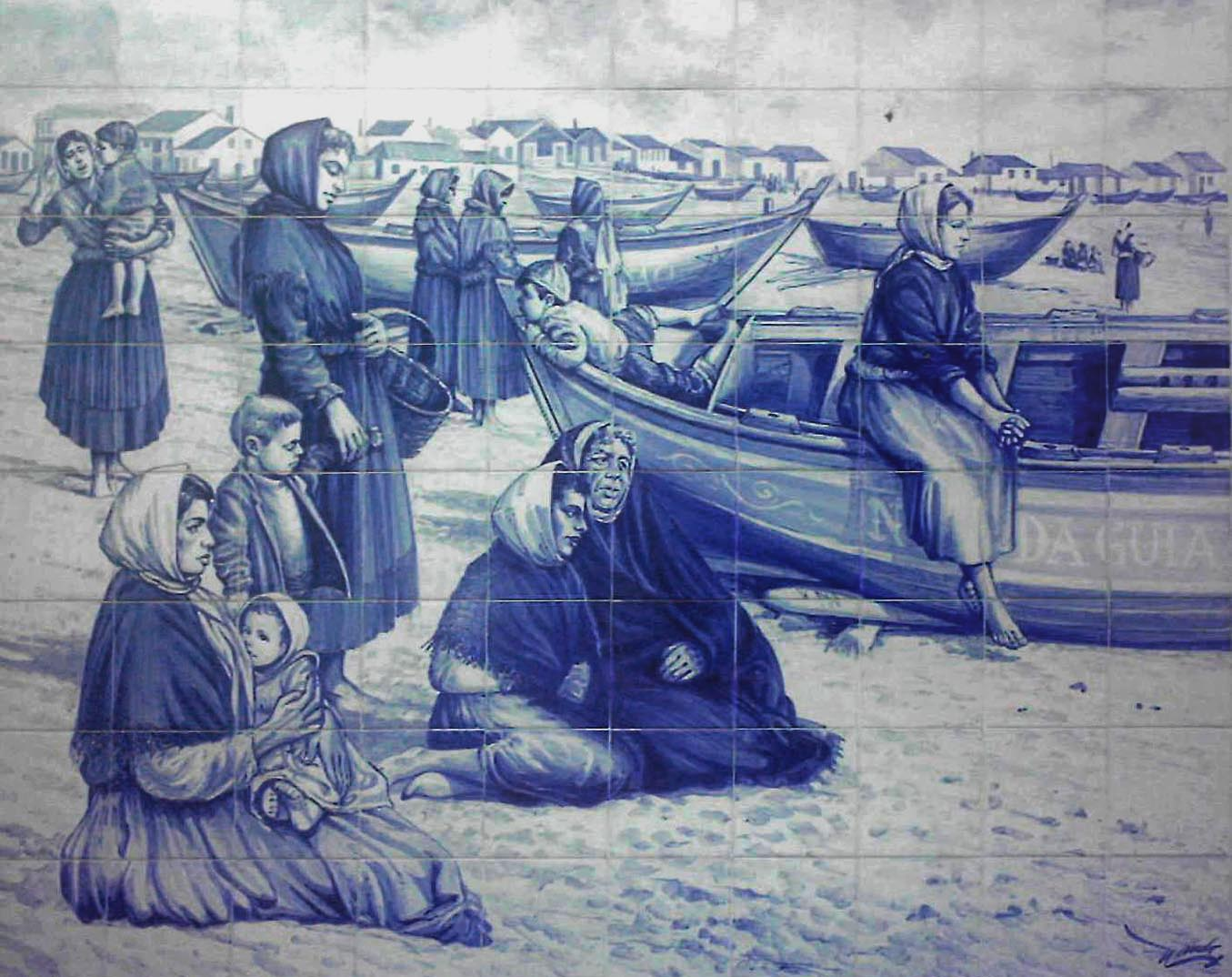
Mujeres en el "soalheiro" - aspecto cultural que consiste en reunirse en la playa los días de sol para conversar.

La cultura poveira es el resultado de la mezcla de las costumbres típicas del Miño junto con las tradiciones pesqueras locales, originando una cultura autóctona, protegida y modelada por el aislamiento, diferentes pueblos y factores locales a lo largo de generaciones.
La película "Ala-Arriba!", del género drama-documental de José Leitão de Barros, dio a conocer al país de la década de 1940 una comunidad pesquera portuguesa con costumbres culturales muy propias y constituye un documento importante para la historia de la localidad. La expresión Ala-Arriba!, que se usaba cuando los pescadores empujaban los barcos hacia la playa, significa "¡fuerza (para arriba)!", y refleja la ayuda mutua entre los habitantes. Hoy en día es considerada el lema de Póvoa de Varzim.

### Tradiciones
En la tradición poveira, que aún perdura, el heredero de la familia es el benjamín, tal como en la antigua Bretaña y Dinamarca. El benjamín es el heredero ya que se espera que cuide de sus padres cuando estos se hicieran mayores. También, y al contrario del resto del país, es la mujer la que gobierna y dirige la familia —este matriarcado radica en el hecho de que el hombre estaba normalmente pescando en el mar; esto es, probablemente, una reminiscencia de costumbres locales muy antiguas.
La población estaba antiguamente dividida en diferentes "castas": los "lanchões" (los que poseían barcos capaces de partir hacia alta mar, luego más adinerados), los "sardinheiros" (los que poseían barcos que solo podían pescar cerca de la costa, luego más pobres) y los "lavradores" (los agricultores). Y, por norma, las castas no se mezclaban, ni se celebraban bodas entre miembros de diferentes castas debido a la auto-exclusión de los pescadores, que se regían por un grupo de ancianos. Con el desarrollo urbano, este tipo de organización forma parte del pasado.
Debido a la influencia moderna nacional, algunas tradiciones locales han comenzado a perderse, y la cultura local se ha vuelto más semejante a la del resto del país: el tradicional "casamento poveiro", en el que los prometidos eran cubiertos por una red de pescador y "regados" con vinho verde, de forma que trajera riqueza al matrimonio, ha ido desapareciendo. La lancha poveira, en otros tiempos familiar en las playas de Póvoa y que llegó a usarse hasta a comienzos del siglo XX en Río de Janeiro, desapareció prácticamente en la década de 1950, quedando solo una embarcación. La Navidad se celebraba en el suelo, cubierto por una manta blanca (artesanía de las freguesias). En el centro se colocaba una banqueta (una vasija, en el Bairro Sul) con el plato principal, compuesto por pescado y patatas, aderezados con una salsa local. Hoy día, el suelo ha sido sustituido por la mesa, que antes se retiraba, y el pescado más común es el bacalao. La comida es acompañada con vinho verde, un trago de vino de Oporto y con muchos otros aspectos de la tradición navideña del Miño que son hoy comunes en el país.

### La escritura poveira

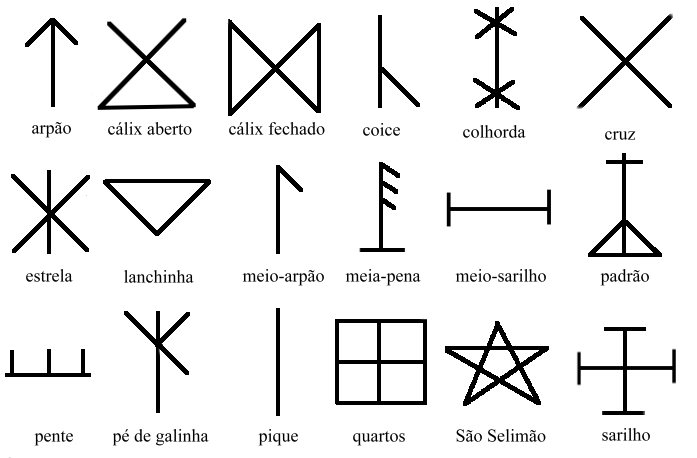
Siglas poveiras base para la mayoría de las siglas familiares.

Las siglas poveiras o marcas poveiras son una forma de "proto-escritura primitiva", ya que se trata de un rudimentario sistema de comunicación visual. Se deben a los colonos vikingos, que trajeron un sistema de escritura conocido como "bomärken", hace cerca de mil años. Las siglas se usaban como marca o firma familiar para señalar pertenencias. Para escribirlas se usaba una navaja y normalmente se escribían en madera, pero también se podían pintar, por ejemplo, en los barcos o en las barracas de playa.
Las siglas también se usaban para recordar cosas como bodas, viajes o deudas. Debido a eso eran conocidas como la "escritura" poveira, y era bastante usada porque muchos de los habitantes desconocían el alfabeto latino; así, estas "runas" adquirieron bastante utilidad. Los vendedores las usaban en su libro de cuentas, siendo leídas y reconocidas por estos tal como nosotros reconocemos un nombre escrito en caracteres latinos. Aún se usan de forma cada vez más ligera por algunas familias de pescadores.

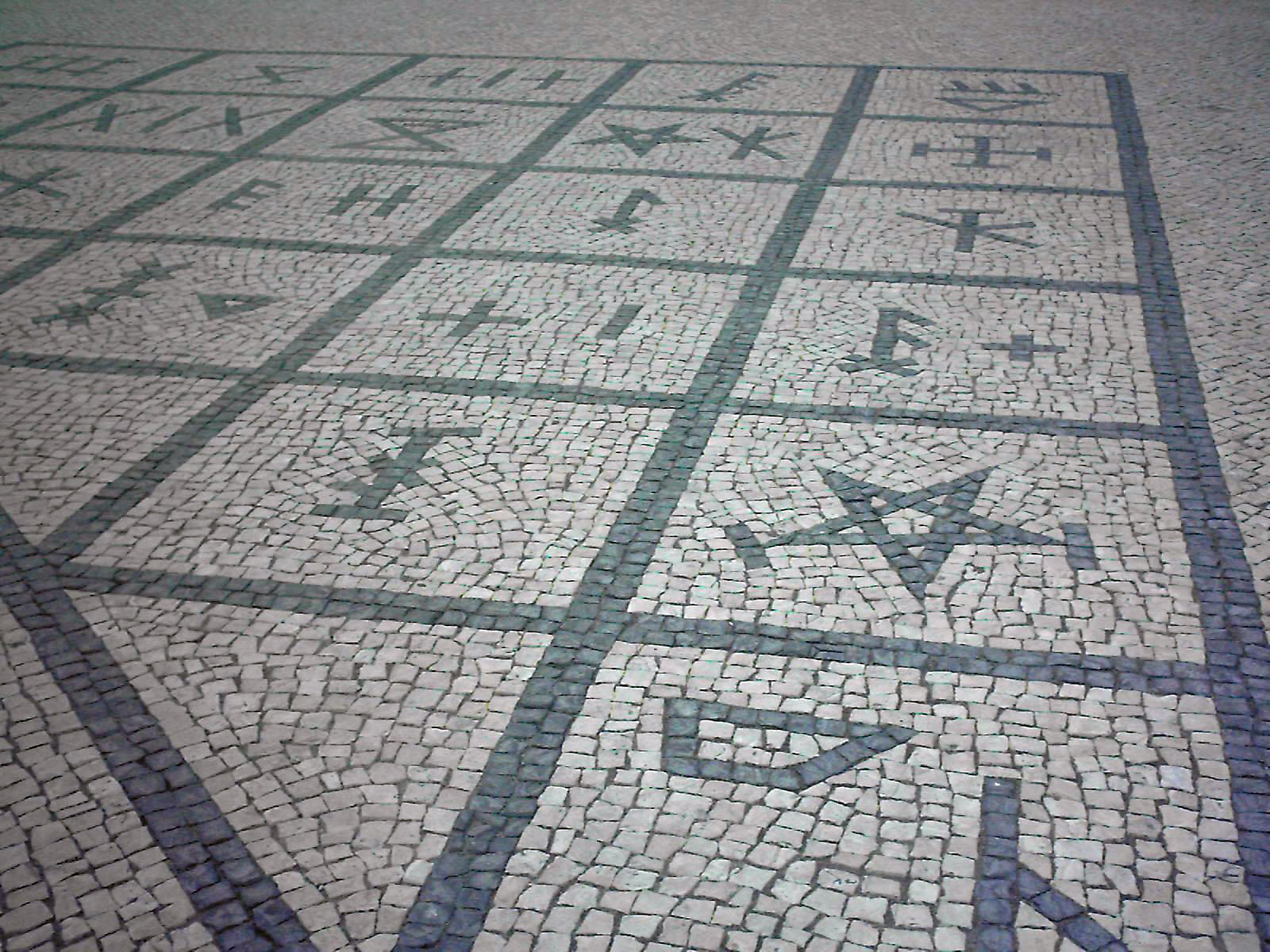
Calzada con representaciones de siglas poveiras.

Los poveiros escribían su sigla en la mesa de la iglesia Matriz cuando se casaban, como forma de registrar el evento. Aún pueden encontrarse muchas siglas, aunque otras muchas se han perdido.
Las siglas-base consistían en un número bastante reducido de símbolos de los cuales derivaban la mayoría de las marcas familiares; estos símbolos incluían el arpão, la colhorda o el pique. Muchos de estos símbolos son bastante semejantes a los que se encuentran en el norte de Europa y generalmente poseían una connotación mágico-religiosa de protección cuando se pintaban en los barcos.
A los hijos les era dada la misma sigla pero con trazos, llamados "piques". Así, la sigla del primogénito tendría un pique, la del segundo dos, y así sucesivamente, hasta la del benjamín que no tendría ningún trazo, heredando así el mismo símbolo que su padre.

### Trajes y artesanía

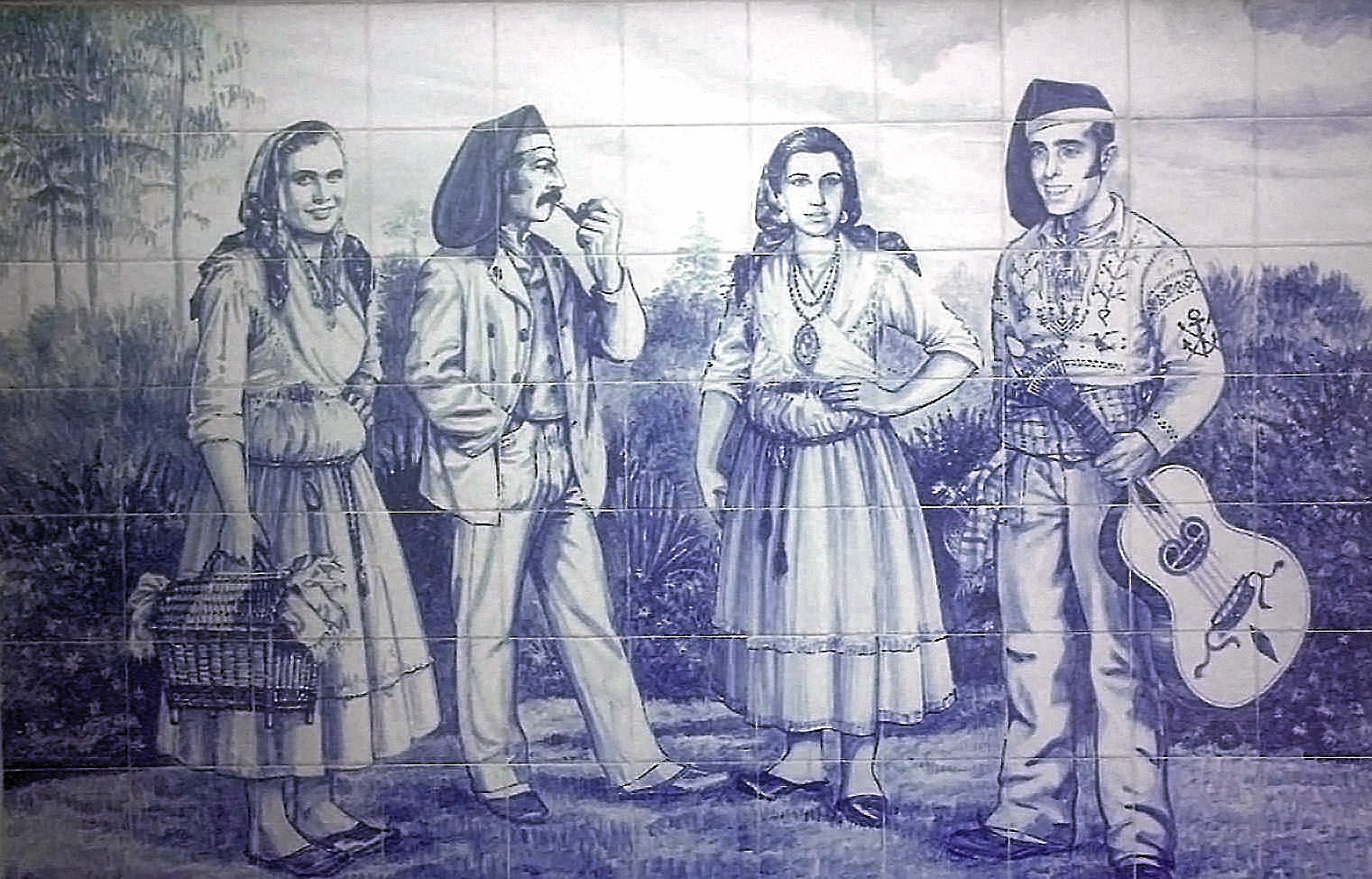
Trajes tradicionales poveiros de fiesta. El hombre de la derecha viste una "Camisola Poveira".

Las camisolas poveiras son trajes de celebración y de relación local. En sus orígenes, las usaban los pescadores para protegerse del frío. Estas camisolas tienen motivos marinos y siglas poveiras, que son dibujos relacionados con las runas nórdicas. Las camisolas solo tienen tres colores: blanco, negro y rojo; con el nombre del dueño bordado en siglas. Las camisolas eran el traje comunitario hasta 1892, año en que ocurrió una tragedia en el mar, y así dejaron de usarse como forma de luto. Volvieron a popularizarse a finales de los años 70. Hoy día, se han buscado formas para modernizarlas por un lado y por otro mantener los saberes tradicionales. Recientemente, varios estilistas han presentado camisolas poveiras en desfiles de moda por todo el mundo.
Otra forma de artesanía local son los tapices de Beiriz (tapetes de Beiriz, en portugués), fabricados en la freguesia homónima. Son tapices notables, bastante premiados, y con demanda nacional e internacional. Los tapices de Beiriz decoran el Palacio Real de los Países Bajos y varios edificios públicos portugueses. Son destacables también las mantas de Terroso y las miniaturas de barcos poveiros.

### Gastronomía
La gastronomía local resulta de la fusión de la culinaria del Miño con la pesquera. Los ingredientes más tradicionales de la culinaria local son los productos hortícolas regionales, tales como coles, repollos, nabos, patatas, cebollas, tomates, además de una gran variedad de pescados. El pescado que se usa para preparar los platos tradicionales se divide en dos categorías: los peces "pobres" (sardina, raya, caballa y otros) y los peces "finos" (tales como merluza, lubina, abadejo...).
El plato local más famoso es la Pescada à Poveira (Merluza a la Poveira), cuyos ingredientes principales son, además del pez que da el nombre al plato, patatas, huevos y una salsa hervida de cebolla y tomate; este plato puede ser consumido de forma normal o, antes de agregar la salsa, triturando ligeramente y mezclando los ingredientes con cuchillo y tenedor. Otros platos pesqueros incluyen el arroz de sardinha, la caldeirada de peixe, lulas recheadas à poveiro (calamares rellenos), arroz de marisco y lagosta suada (literalmente "langosta sudada"). Los mejillones, lapas, almejas y caracolas ("buzinas") se cocinan con la concha y se sirven como entrada. Las iscas, las pataniscas y los bolinhos de bacalhau son platos de bacalao muy populares, que se sirven como aperitivo.
Las sopas típicas son caldos, uno de los cuales es el caldo de castanhas piladas (caldo de castañas machacadas), además del nacional caldo verde, este último se sirve en fechas especiales, tales como el Día de San Pedro.
Otros platos incluyen la feijoada poveira, hecha con judías blancas, chorizo y otras carnes y acompañada de arroz seco, y la francesinha poveira, bocadillo hecho en una barra de pan que surgió en 1962 para consumo rápido de los bañistas. En la repostería destacan los barquinhos, las sardinhas y los beijinhos.

### San Pedro

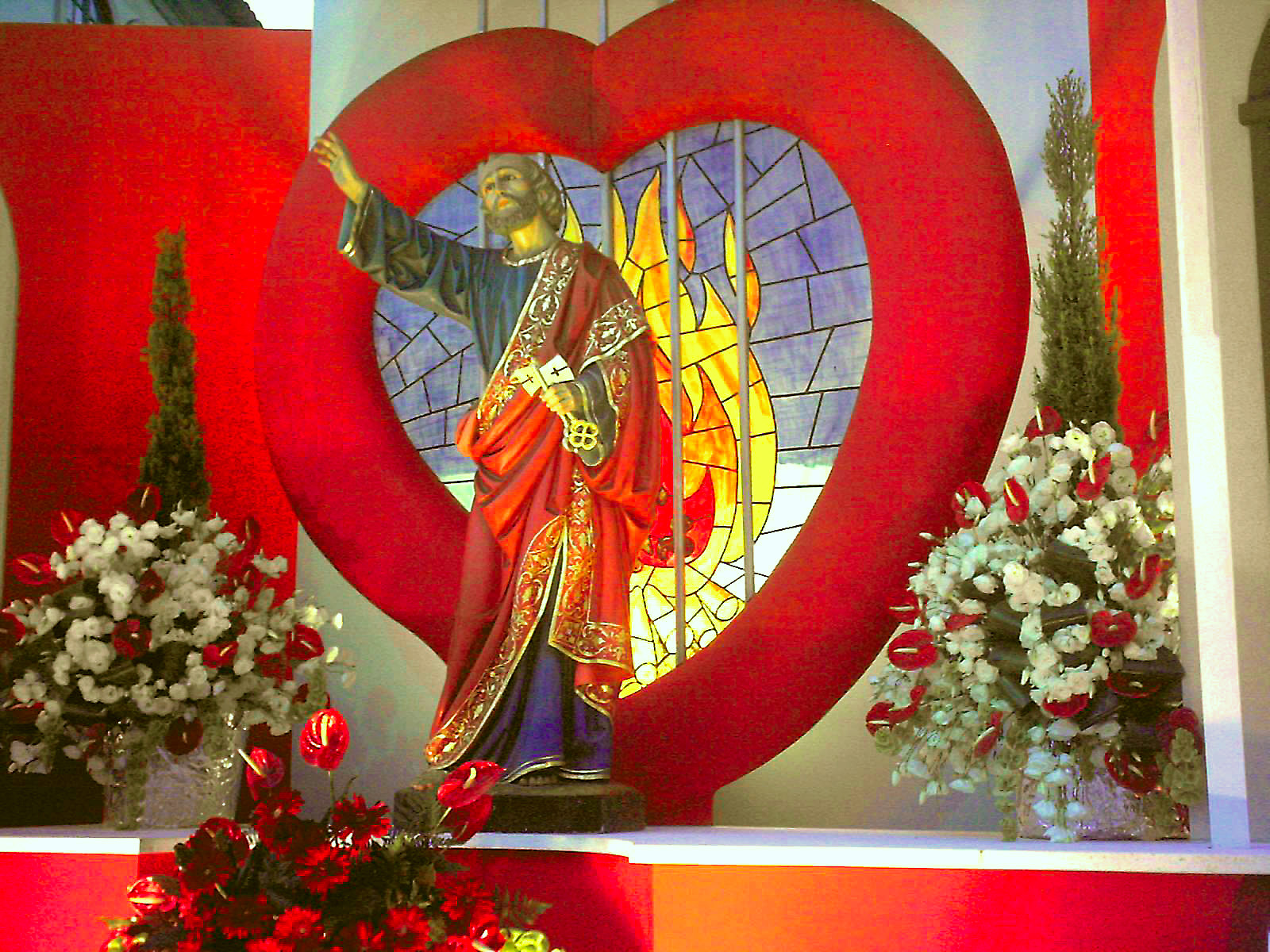
Trono de San Pedro del Bairro da Matriz del año 2005.

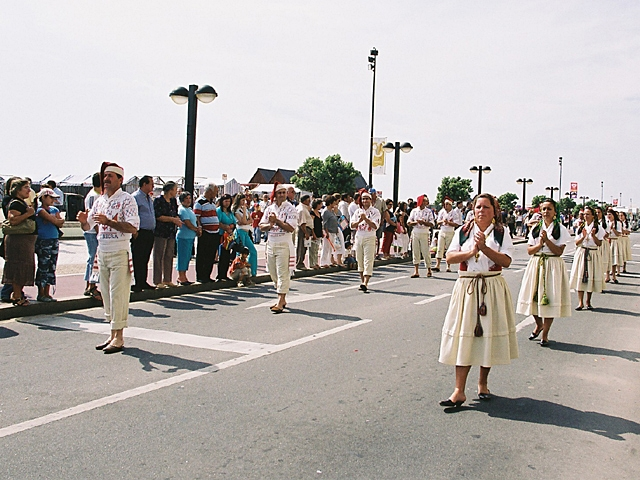
Procesión de San Pedro.

El día festivo municipal es el 29 de junio (día de San Pedro, el santo pescador y patrón popular de la ciudad). Las fiestas de San Pedro cesaron con la tragedia marítima de 1892, pero en 1962, el ayuntamiento intentó reavivar la tradición, con tanto éxito que se convirtió en la fiesta principal de la ciudad. En 1974, cuando el gobierno autorizó a los municipios a tener fiestas municipales, el ayuntamiento lo declaró oficialmente como tal.
Por esas fechas, se ornamentan los barrios y las ventanas de las casas. Y, en la noche del 28 al 29 de junio, la población se reúne en fiesta, bailando y comiendo sardinas asadas a la luz de las hogueras. Los barrios tradicionales compiten entre sí en las "rusgas" (una especie de competición con sabor carnavalero) y en la creación de los tronos de San Pedro. Esta celebración es tan importante que rivaliza con la Pascua y la Navidad y es, sin lugar a dudas, el principal evento de la ciudad.
Los barrios populares que compiten en las rusgas son el Bairro de Belém, Bairro da Mariadeira, Bairro da Matriz, Bairro Norte, Bairro de Regufe y el Bairro Sul. Esos días, la población se comporta como los hinchas de los clubes de fútbol, y a veces los más fanáticos se exaltan en la defensa de su barrio, pero por norma la competición es saludable.

### La Pascua y el Anjo
Por Pascua se realiza la Procesión del Entierro del Señor (Procissão do Enterró do Senhor), en la noche del Viernes Santo; el pícnic el Día del Ángel (Dia do Anjo) se realiza el lunes siguiente; y 15 días después, el domingo, se realiza la Procesión de Nuestra Señora del Destierro (Procissão da Nossa Senhora do Desterró) con sus tapices floridos.
En el Domingo de Pascua, las casas son bendecidas por el "compasso", un grupo de miembros de la iglesia que lleva la cruz de Cristo a todas las casas con la puerta abierta. Mientras se espera al compasso, las familias compiten en la "Péla", el juego tradicional poveiro.
El lunes después de Pascua (Día del Ángel, Dia do Anjo) se considera el "segundo" festivo municipal. Los poveiros trabajan el Viernes Santo (festivo nacional) para tener el lunes libre y hacer un pícnic junto con otras familias, en especial, en los espacios verdes de Argivai (conocida popularmente como Anjo, de ahí el nombre). Para respetar las tradiciones locales, muchas empresas con sede en Póvoa de Varzim trabajan el Viernes Santo de modo que puedan tomarse el lunes libre.

### Festividades pesqueras
El 15 de agosto se celebra la fiesta de Nuestra Señora de la Asunción (Festa de Nossa Senhora da Assunção), de gran devoción entre los pescadores poveiros. El clímax de la procesión tiene lugar frente al puerto de pesca —allí se lanzan centenares de cohetes desde barcos especialmente engalanados para la ocasión.

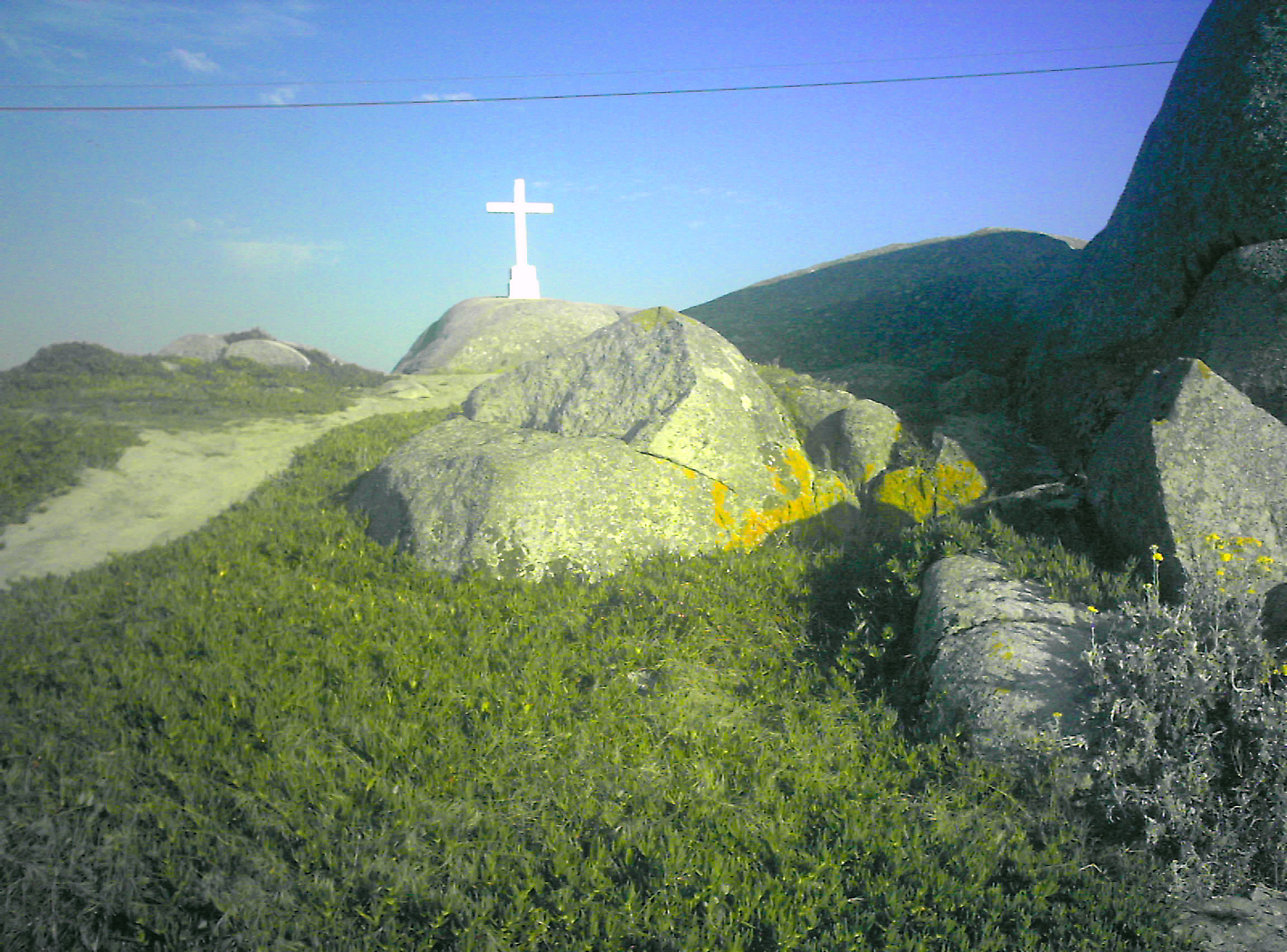
Penedo de Santo André. Junto al roquedo, fue erigida la Capela de Santo André en el ; si bien este lugar evidencia la mano del hombre desde, al menos, la época romana.

Son peculiares dos romerías de los pescadores, dada la conexión con el paisaje del municipio: a de la Senhora da Saúde (Señora de la Salud) que va desde la iglesia matriz hasta la cumbre del monte de São Félix, y la de Santo André (San Andrés), que va por las playas hasta la capilla de Santo André.
El monte de São Félix es un punto de referencia de los pescadores en el mar y de culto antiguo. El último domingo de mayo, la Romería de la Senhora da Saúde recorre una distancia de 7 kilómetros entre la iglesia Matriz de Póvoa de Varzim y la capilla de Nossa Senhora da Saúde, en la cumbre del monte de São Félix. La mayoría de las personas participantes son pescadores de Póvoa de Varzim y de Caxinas (Vila do Conde), que participan cumpliendo promesas.
Junto al cabo de Santo André, existe una formación rocosa llamada Penedo do Santo, que tiene una marca que los pescadores poveiros creen que es una huella del propio San Andrés. También creen que este santo es el barquero de las almas y que libera las almas de los que se ahogan en el mar, yendo a pescarlas al fondo del océano después de un naufragio. La fiesta de San Andrés tiene lugar la madrugada del último día de noviembre, en que grupos de hombres y mujeres, envueltos en mantos negros y con faroles en la mano, van hasta la capilla por la playa, entonando cánticos, y al final circundan la capilla, formando así el Ponto das almas (Punto de las almas).

### Ferias y mercados
En la última quincena de septiembre, durante los festejos de Nossa Senhora das Dores, transcurre la centenaria y típica Feira da Louça da Senhora das Dores, una feria de loza con diversos puestos, instalados junto a la iglesia de la Senhora das Dores. Allí se ofertan diversas lozas, en especial la tradicional portuguesa. Estos festejos tienen sus raíces en 1768, año en que se colocó una imagen de Nuestra Señora en la antigua capilla del Senhor do Monte. La gran adhesión al culto originó la fiesta, procesión y feria anuales.
La HortiPóvoa - Feira Hortícola da Póvoa de Varzim se realiza durante el verano (normalmente en agosto) en Aguçadoura. Todas los domingos se realiza la Feira da Estela, que es una feria genérica reconocida debido a la venta de productos hortícolas. Recientemente se han creado otras ferias anuales: la Feira Agrícola do Leite en Rates, con productos regionales, tales como lácteos, repostería, miel, charcutería, vinos y aceite; y la Feira do Cavalo de Terroso, en donde además de comprar y vender, es posible asistir a espectáculos con caballos.
También son de destacar varias ferias y mercados semanales genéricos: la Feira das Moninhas (lunes) y la Feira de Aver-o-Mar (domingo por la mañana), además de la Feira de Antiguidades, en la Praça do Almada, que tiene lugar todos los segundos domingos de mes.

### Calendario de festividades
* Fecha variable.

## Patrimonio

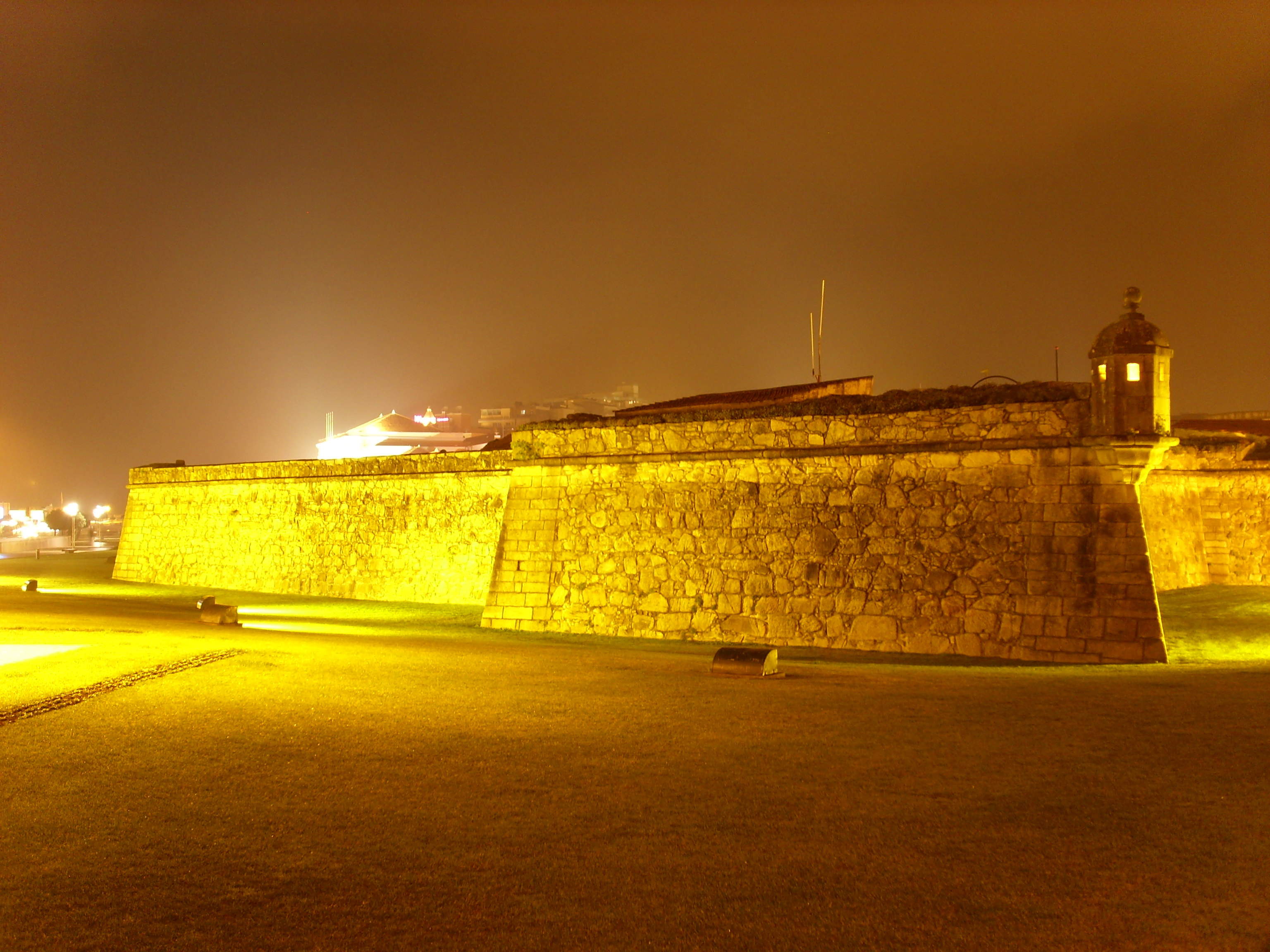
Detalle de la Fortaleza de Nossa Senhora da Conceição.

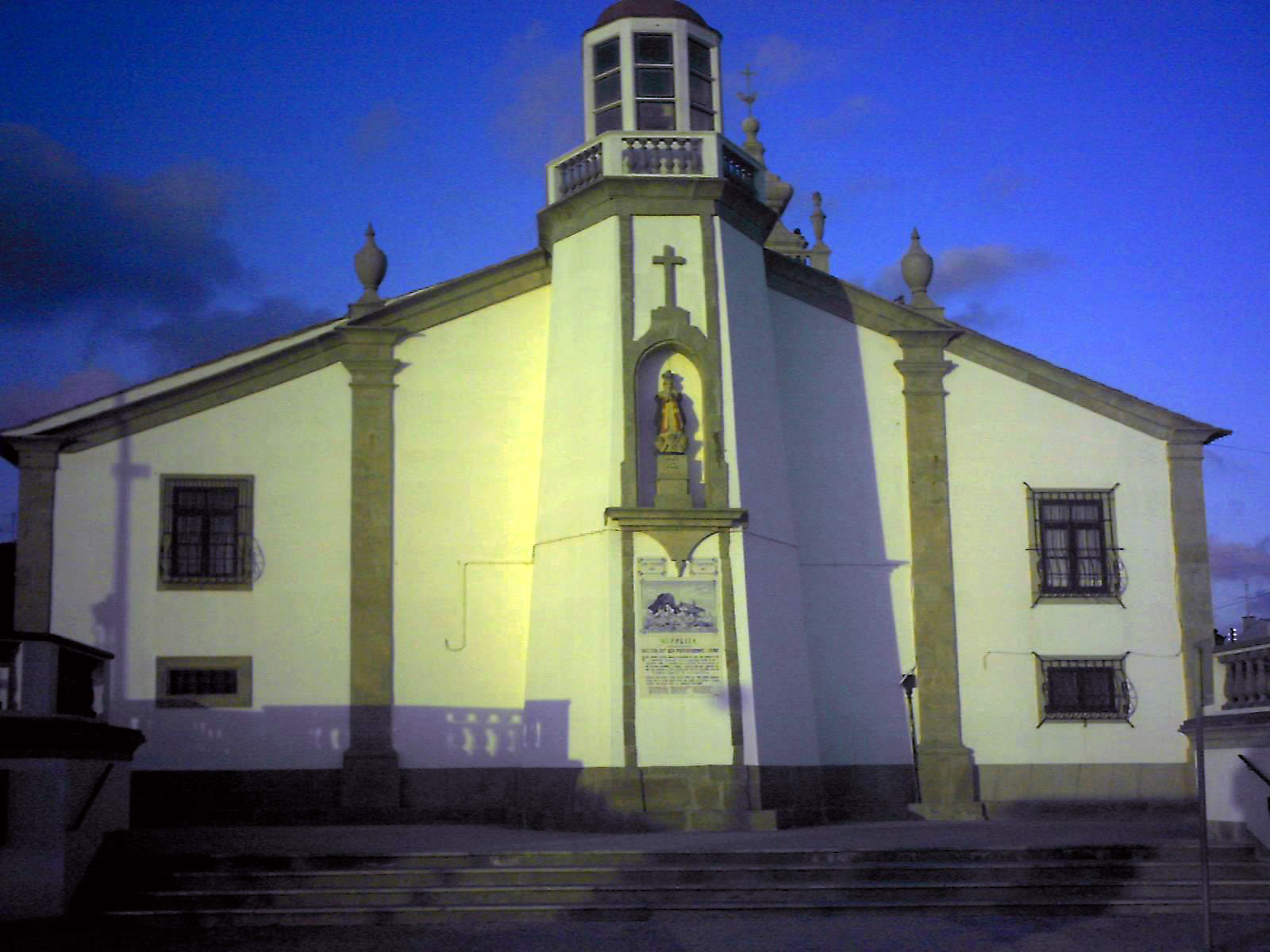
Faro de la Igreja da Lapa.

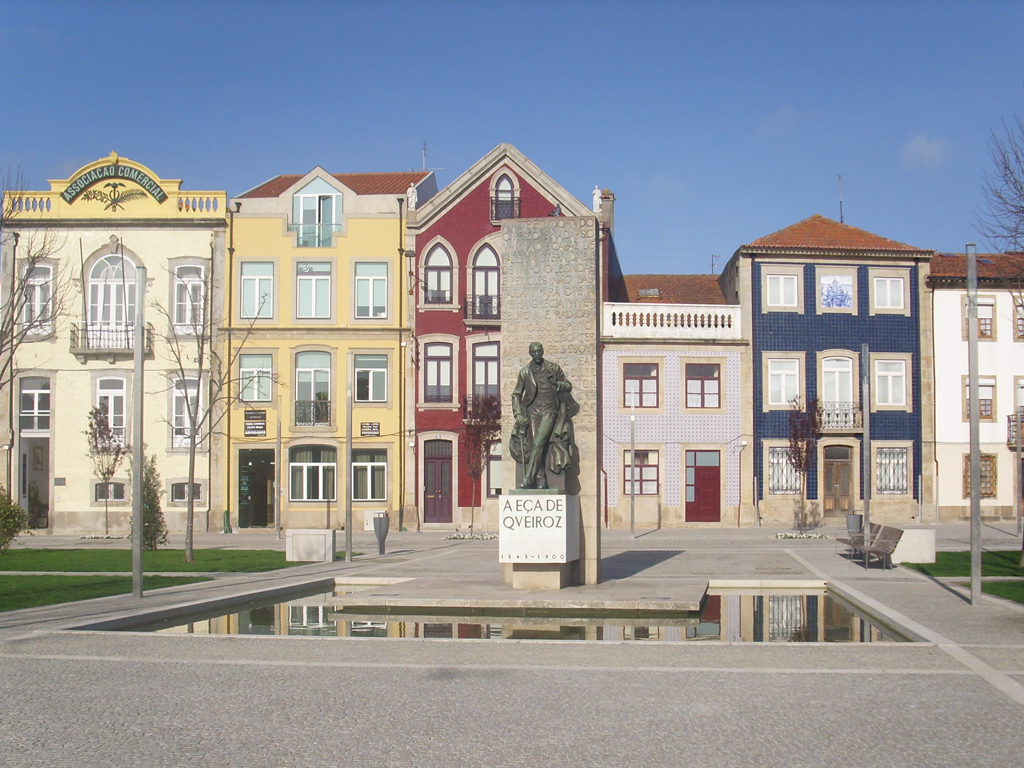
Detalle de la Praça do Almada, con la estatua a Eça de Queirós.

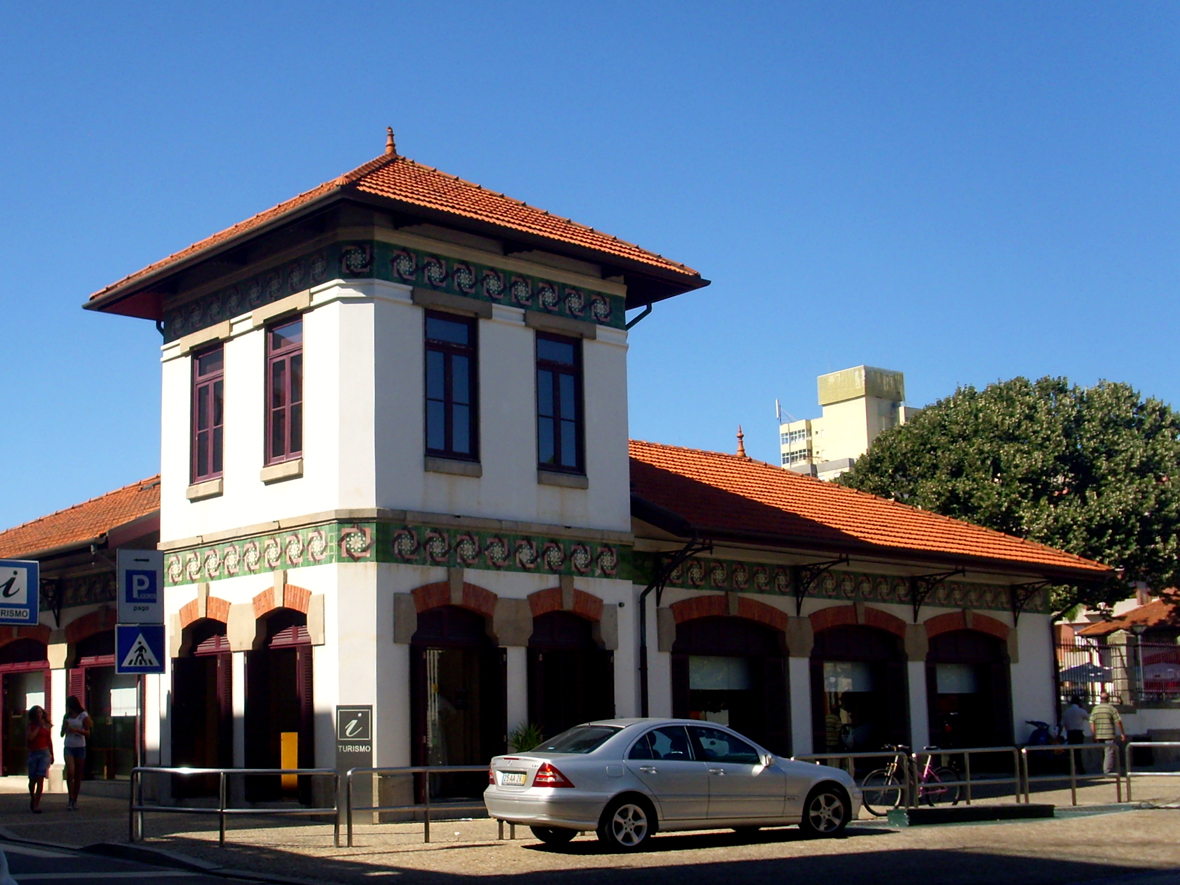
Oficina de Turismo en uno de los torreones del antiguo mercado de 1904.

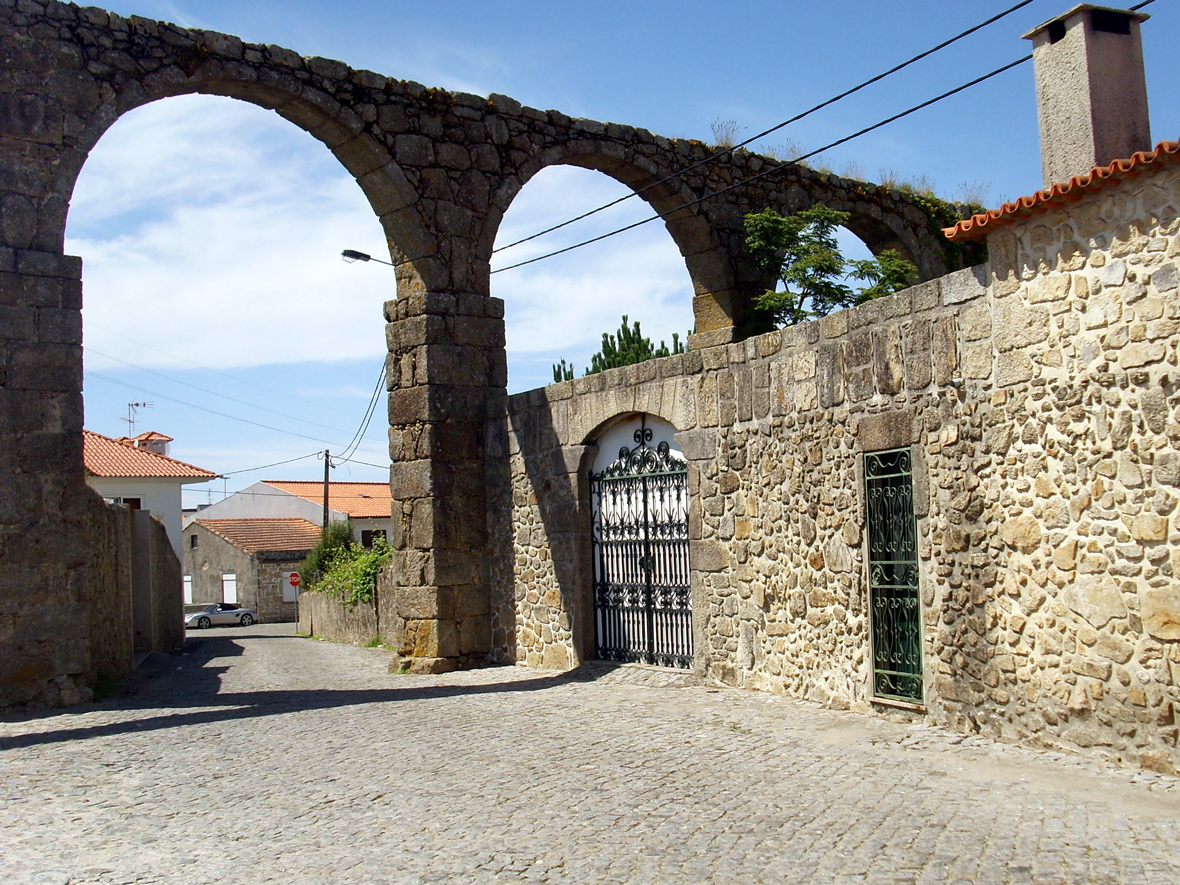
Acueducto de Santa Clara.

- Fortaleza de Nossa Senhora da Conceição (más conocida como castelo), edificada en los reinados de Pedro II y Juan V (entre 1701 y 1740) para defender la ciudad de los ataques de piratas.
- Paços do Municipio (casa consistorial), edificio de estilo neoclásico, influido por la colonia inglesa de Oporto, concebido en 1790 para alojar el ayuntamiento de Póvoa de Varzim. En la misma plaza se encuentra el Coreto da Póvoa de Varzim.
- Solar dos Carneiros - museo municipal de etnografía e historia - Un edificio blasonado del siglo XVIII que se convirtió en museo en 1937], donde se pueden visitar y conocer los pormenores de la vida poveira de otros siglos. Cerca del museo se encuentra el archivo municipal.
- iglesias de Póvoa de Varzim, entre las que destaca la barroca y setecentista Igreja Matriz con un retablo rococó en la capilla mayor bastante rico y llena de siglas poveiras centenarias; la pesquera y setecentista Igreja da Lapa, cuyo faro servía de conexión entre la iglesia y los pescadores que estaban en el mar; la Igreja da Senhora das Dores del siglo XVIII, cuyas capillas acogen esculturas que representan los dolores de Nuestra Señora; la milenaria Igreja Românica (monumento nacional) localizada en la villa histórica de Rates; y la iglesia parroquial de Balazar, que alberga el cuerpo de la Beata Alexandrina María da Costa.
- Cividade de Terroso, una ciudad prehistórica, cuna de la cultura castreña en Portugal y habitada durante mil años hasta su caída durante la dominación romana. Arqueólogos del norte de Portugal y de Galicia están preparando una candidatura conjunta a la Unesco con vistas a la clasificación de la Cividade de Terroso como Patrimonio de la Humanidad.[47]
- Castros: además del poblamiento castreño principal, existían otros tres castros periféricos a la Cividade de Terroso: el Castro de Laundos, el Castro de Navais y el Castro de Argivai.
- Acueductos: Destaca el Acueducto de Santa Clara (monumento nacional), levantado entre 1626 y 1714, estaba constituido por 999 arcos y transportaba el agua de la fuente de Terroso al convento de Santa Clara en Vila do Conde. También quedan restos del Acueducto de Coelheiro (siglo XVIII), un acueducto que, en otra época, abastecía a la Praça do Almada.
- Fuentes: De las varias fuentes, sobresalen las fuentes ancestrales a las que la población atribuye leyendas y efectos milagrosos o curativos: las dos Fuentes de San Pedro de Rates (en Balazar y Rates) y la Fonte da Moura Encantada (Fuente de la Mora Encantada), en Navais.
- Picotas: La picota manuelina de Póvoa de Varzim, construida en 1514, es un monumento nacional. Por su parte, la picota de Rates, también del siglo XVI, es un edificio de interés público.
- Esculturas: Entre los varios monumentos escultóricos destacan Cego do Maio (héroe local, por los poveiros de Brasil en 1909), A Eça de Queiroz (el poveiro más reconocido internacionalmente, por los poveiros de Brasil en 1952), Cruzeiro da Independência (con motivo de los 800 años de la independencia de Portugal, erigido por el Corpo Nacional de Escutas en 1940), Marco Comemorativo do Milénio (que conmemora los 1000 años —26 de marzo de 953— de la vida documentada de Póvoa de Varzim), Às Gentes Poveiras (por el Rotary Club da Póvoa de Varzim en 1995, honra la unidad del municipio y la diferencia entre el poveiro del litoral pesquero y del interior rural), São Pedro (santo patrón, escultura del museo pasada a bronce e inaugurada en la noche de San Pedro de 1996 junto al puerto de pesca) y À Peixeira/ Mulher Poveira (1997, honra la importancia central de la mujer en la vida diaria de la comunidad).